# Assis (São Paulo)
Assis é um município brasileiro do interior do estado de São Paulo. Pertence à Região Geográfica Imediata de Assis e Região Geográfica Intermediária de Marília, localiza-se a oeste da capital do estado, distante 434 km da capital estadual e abriga uma população total estimada de 104 642 habitantes (Censo IBGE/2024) em seus pouco mais de 462 km².
É o município de sua Região Geográfica Imediatária, além de ser a terceira da Região Intermediária de Marília, atrás de Ourinhos e Marília, além disso ocupa a posição de 77º maior município do estado (estimativa IBGE/2020), situa-se a 22º 39' 42" de latitude sul e 50º 24' 44" de longitude oeste. A sede tem uma temperatura média anual de 21,37 °C e na vegetação do município predomina a Mata Atlântica e o Cerrado, sendo uma zona de transição de vegetação e solo, diferenciando-se da região, possuindo uma coloração avermelhada porém arenoso. 
O seu Índice de Desenvolvimento Humano (IDH) segundo a ONU é de 0,805, considerado como elevado em relação ao do estado, em 28º lugar entre cidades de maior IDH do país.
Para a FIRJAN em 2014, o município estava em 190º a nível nacional e em 49º segundo a FGV em 2012, ficou com o 237º maior potencial de consumo (IPC Marketing) entre todos os municípios brasileiros em 2014 e no estado ficou na 72º posição.
Também em uma pesquisa do Pnud, o município estava entre as 25 melhores cidades do estado para se viver e a no 90º lugar entre as melhores cidades para realizar investimentos em 2019 segundo a UrbanSystems.
Assis foi emancipada de Campos Novos do Paranapanema na década de 1910. A sua etimologia é que o seu nome é uma referência ao Capitão Assis, que explorou as terras da região. 
O município é formado apenas por sua sede - desde a emancipação de Tarumã na década de 90.
Assis é conhecida pelo seu título de Cidade Fraternal e pelos cursos de graduação da Unesp de Assis, a FEMA e Unip.
Além disso, é uma polarizadora regional de desenvolvimento servindo de referência para os municípios da Região de Assis, de alguns municípios das regiões de Ourinhos, Marília e do Norte do Paraná por seu comércio, serviços, referência cultural, esportiva, tecnológica e científica que fazem com que Assis ostente o título de Capital do Paranapanema.

## Topônimo
O nome Assis, o qual o município é conhecido hoje, era originalmente Acis e foi batizada assim em homenagem ao fundador do município: Capitão Francisco de Acis Nogueira. Assis teve sua grafia alterada por força do decreto-lei estadual nº 14334, de 30/11/1944.

## História

### Antecedentes históricos e doação de terras (até 1914)
A cidade nasceu a partir de viajantes como José Teodoro de Souza, que garimpou pela região a partir de Botucatu.  
Com a doação de terras de fazendeiros da região, em especial o "Capitão Assis" que doou para a igreja e o povoado foi crescendo no entorno da igreja, atual Catedral de Assis criando um pequeno povoado entorno, criando o Patrimônio do Assiz. 
Até então o desenvolvimento da cidade era a passos pequenos, ainda era um pequeno povoado próximo dos antigos polos regionais da época como Campos Novos do Paranapanema, Platina e Conceição do Monte Alegre, atual distrito de Paraguaçu Paulista.

### Chegada da ferrovia e crescimento (1914 - 1930)

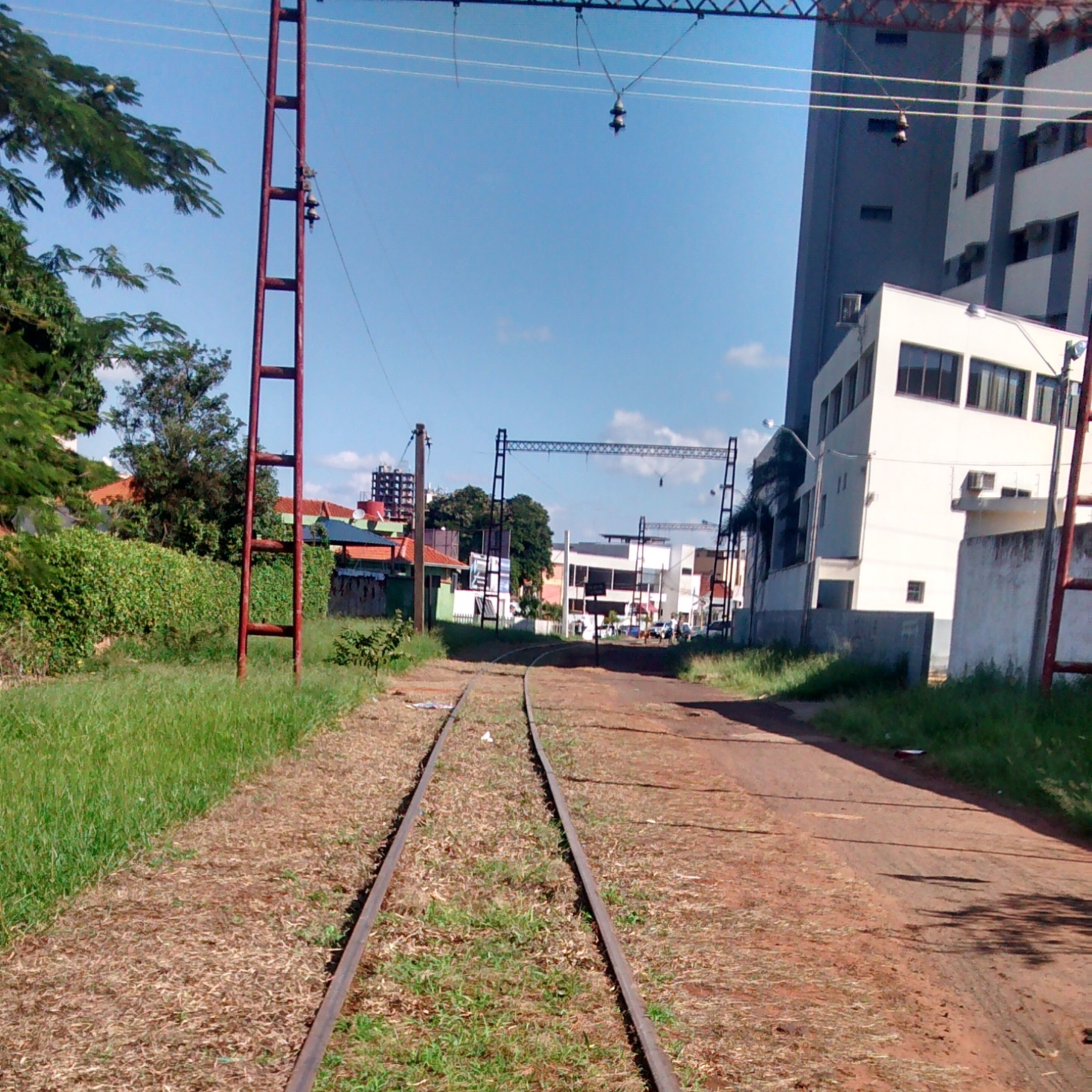
Linha férrea em 2014 com trilhos da Estrada de Ferro Sorocabana

O desenvolvimento veio a partir da linha férrea da Estrada de Ferro Sorocabana (em 1914) que ligava o município à capital. 
Junto com a ferrovia também vieram os ferroviários, o comércio começou a crescer e atender a região e ao Norte do Paraná que ainda estava sendo desbravado.
Além disso, o centro urbano deslocou da Rua Capitão Assis, próximo a atual Casa de Taípa e a Catedral para a então chamada de Rua da Estação, sendo planejada por Lars Swesson para ligar a antiga capela até a Estação de Assis, em 3 de março de 1923 este logradouro seria reinaugurado com o nome de Avenida Rui Barbosa - uma homenagem ao jurista de mesmo nome, nela seria concentrado o comércio e boa parte dos edifícios estatais e privados no entorno. 
Com a instalação da Estação de Assiz se tornou um importante eixo ferroviário em 1914.
Em 1915 tornou-se Distrito de Paz e em 1918 foi elevada à Comarca e recebeu uma Delegacia de Polícia, Grupo Escolar, Fórum e a Diocese de Assis, o desenvolvimento foi tanto que em 1926 é instalada a segunda maior oficina de vagões do interior do estado, perdendo apenas para Botucatu que era a maior, sendo que poderia abrigar 100 locomotivas e reunia 400 ferroviários para pequenos e médios consertos em composições.
Já em 1918 foi criado um código de conduta sobre o parcelamento do solo que marcaria as linhas das vias do centro urbano no padrão "tabuleiro de xadrez".
Nos anos 20 ocorreu a emancipação do município de Cândido Mota e criação distritos como Florinea e Tarumã. 
Também ocorre a instalação da Santa Casa de Misericórdia, Seminário e Bispado de Assis e na década de 30 o município participou da Revolução Constitucionalista, tendo ocorrido diversos atentados ao município, principalmente em seu centro comercial e oficinas da Sorocabana, como uma explosão de dinamites, tendo ocorrido a morte de três ferroviários.

### Expansão estatal (1930 - 1970)

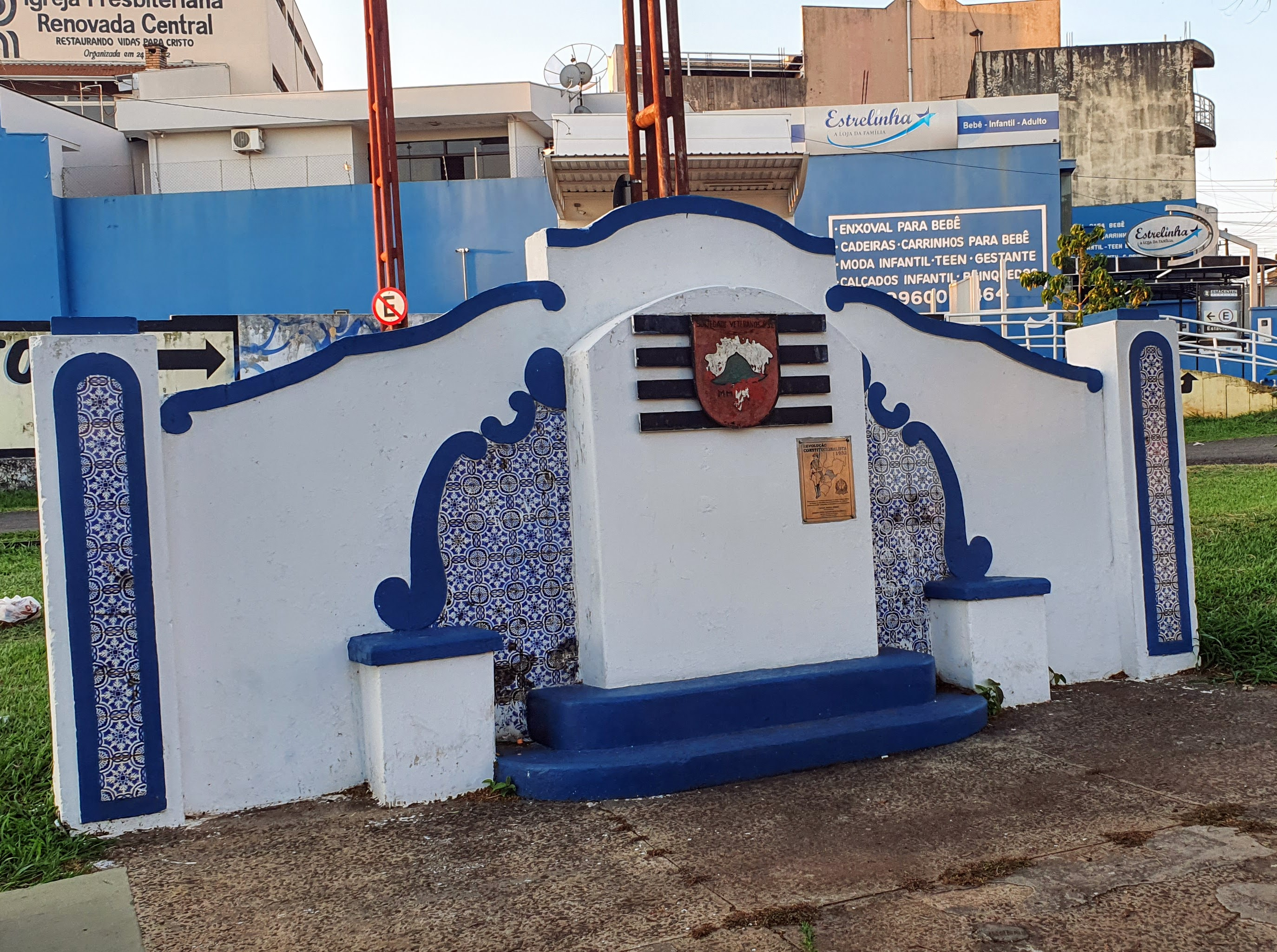
Monumento em homenagem ao Soldado Constitucionalista da Revolução de 1932

A criação de bancos, correios, hospitais, escolas e universidade passaram a sustentar a economia do município de forma paralela a agricultura e a nascente indústria. 
Na década de 40, recebeu a instalação da Escola Normal de Assis, sendo que seu prédio original hoje abriga a EE Carlos Alberto de Oliveira, mas seria desmembrada para criação do Instituto de Educação de Assis, o atual Clybas Pinto Ferraz. 
Em 1941 é instalada a primeira estação de rádio AM - a Difusora que após a passagem de um circo na cidade, famílias e empresários locais se mobilizaram pela compra de equipamentos, chegou a integrar uma rede nos anos 1960.
O município também participou da Segunda Guerra Mundial, tendo um monumento em homenagem aos participantes na Praça Arlindo Luz, em frente da Estação Ferroviária, também nesta década há o declínio do café, tendo em vista o clima instável da região e o mesmo migrou quase em totalidade para o Norte do Paraná.

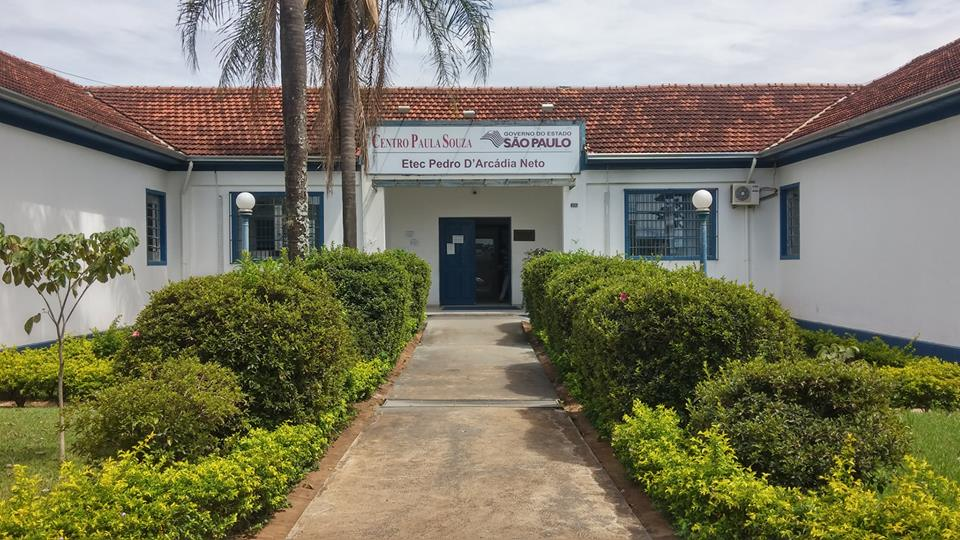
A Escola Artesanal de 1951 se tornaria Escola Industrial e por fim Etec Pedro D'Arcádia Neto

Os anos 1950 seriam decisivos para o município ter tido sua consolidação como maior município do Vale do Paranapanema, como em 1951 a inauguração da Escola Artesanal na Vila Xavier, que posteriormente seria transformada em Industrial e então se tornaria a Etec Pedro D'Arcádia Neto; a implantação da quarta divisão da Estrada de Ferro Sorocabana; é instalada a Faculdade de Filosofia, Ciências e Letras que posteriormente iria formar a Unesp.
Em 1956 houve o Congresso Ruralista Brasileiro no município, com a participação de Jânio Quadros, Juscelino Kubitschek, Moisés Lupion e outras personalidades conforme foi demonstrado em 2022 em um vídeo histórico restaurado pelo Clube de Cinema Exílio em 2022.
No mesmo ano é inagurada a Cervejaria Malta - que ficaria conhecida por suas cervejas e sua linha de refrigerantes Cristalina.
Nos anos 1950, é instalada a Faculdade de Filosofia, Ciências e Letras, Escola Industrial, além de receber a 4ª divisão da Estrada de Ferro Sorocabana e inicia as operações da Cervejaria Malta, com estes itens, iria se consolidar como a maior município do Vale do Paranapanema até meados dos anos 1990 tirando este posto de Santa Cruz do Rio Pardo, porém já naquela época problemas ambientais em diversos pontos da área urbana já eram evidentes devida a má ocupação do solo, sendo duas bem conhecidas: aos fundos da Catedral e aquela na região da Vila Operária.

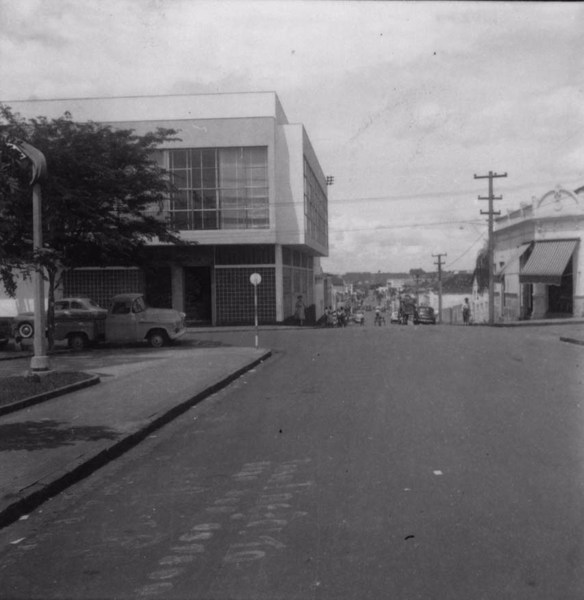
Avenida Floriano Peixoto em 1960 - Inaugurado uma nova agência do Banco do Brasil

A primeira delas foi contida com galerias para controle, porém a segunda iria expandir mais e desde os 1951 existia um plano, proposto por Amarílio Ribeiro de criar um parque naquela localidade, mas demoraria mais de 10 anos com diversas obras e técnicas de engenharia para conter a erosão, apenas no final dos anos 90 seria inaugurado como Parque Ecológico João Domingos Coelho.
Já na década de 60 foi criado Ginásio Estadual de Assis (atual EE "Ernani Rodrigues") na Vila Xavier (1960), o Hospital Psiquiatrico (1961) e o primeiro prédio de 6 pavimentos do município - o Santa Rosa Pallace Hotel (1961).
Ao contrário de outros municípios que instituem leis para banir verticalização, uma lei de 1948, instituída pelo prefeito José Augusto Ribeiro isentava de impostos durante um período pré-fixado edifícios superiores a três pavimentos por 5 anos, outra lei de 1952 (nº 1) instituída por Sebastião da Silva Leite revela o desejo local pela verticalização ao instituir isenção de 15 anos para edificações com mais de 5 pavimentos no município, uma lei de 1959 (nº 667) dispõe sobre isenções para construções do setor de hotelaria que contivessem um dado número de andares foi instituída pelo prefeito Thiago Ribeiro e outra lei de 1966 (nº 1244) revela uma tabela de isenção de impostos variando de 5 anos (3 pavimentos) até 15 anos (10 pavimentos ou mais), instituída pelo prefeito Ruy Silva, mas, a verticalização demoraria anos para ganhar tração.

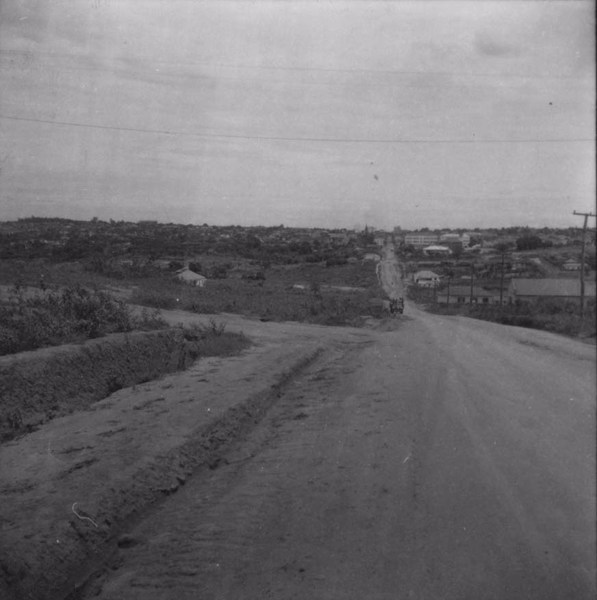
Vista do Centro de Assis no alto da Avenida Rui Barbosa em 1960

Alguns projetos para o município nunca saíram do papel, embora criada em lei estadual, a Faculdade de Farmácia e Odontologia (1962) e um Conservatório Dramático e Musical (1963) criados por força de lei, nunca foram implantados por desavenças políticas.
Com o início do Regime Militar, o município passa a perder a importância política e diversos cidadãos assisenses sofreram repressão do regime, sendo o caso da Helenira Rezende e José Santili Sobrinho os mais conhecidos - sendo o último, político de oposição que não teve seus direitos cassados. Mas há personagens locais, principalmente da então Faculdade de Filosofia e trabalhadores da então Estrada de Ferro Sorocabana.
Mesmo assim diversos bairros foram criados no período e o município passa a crescer populacionalmente: saindo de 32 mil habitantes nos anos 50, chegando a quase 60 mil habitantes nos anos 70. É criada a Avenida Dom Antonio como forma de integração da área urbana com o câmpus da Faculdade de Filosofia, Ciências e Letras, além de acesso para rodovias como a SP-270, SP-333 e a SP-284.
Começa neste período a criação de indústrias de cana-de-açúcar como a Usina Nova América, instalada em Tarumã - então distrito de Assis.
No final dos anos 1960 a família Vieira Dias optaram por investir em uma estação repetidora de sinal da TV Coroados de Londrina, mais tarde seria vez da TV Tibagi, de Apucarana, ter seu sinal repetido em Assis - que teve nos anos 1980 um programa pago pela prefeitura de Assis chamado de Sul de São Paulo na TV, apresentado pelo jornalista Antônio Sena aos sábados. 
Em julho de 1969 o município passa a contar com a linha férrea eletrificada - plano que era originalmente previsto para 1949. 
Em 1971 a Estrada de Ferro Sorocabana foi incorporada na FEPASA, neste ano também teve a criação da Sociedade de Estudos do Vale do Paranapanema, sediada na primeira casa no município de Capitão Garcez.

### Tentativas de diversificação, urbanização e expansão do ensino (1970-1990)

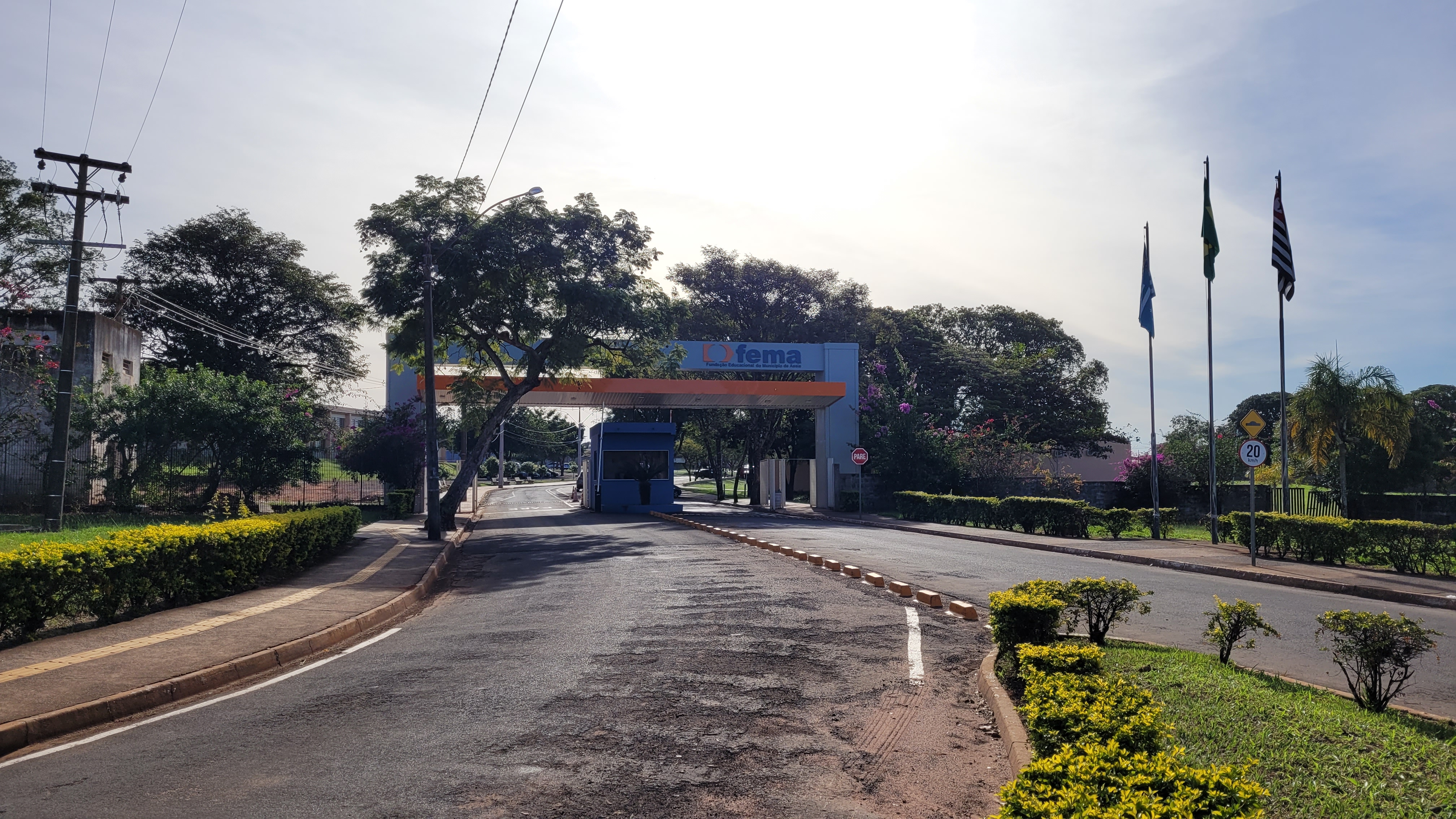
Entrada da FEMA na Avenida Getúlio Vargas

As tentativas de industrialização foram iniciadas na década de 70, a criação da Escola Superior de Eduação Física (1970) e a Faculdade de Educação (1971) que anos depois formariam o IEDA, que hoje é parte da UNIESP. 
O município já tinha como meta seu desenvolvimento por meios indústriais, contudo, a erosão do Buracão da Vila Operária continuava a consumir recursos para sua contenção. Somente em meados dos anos 80 houve a criação do Distrito Industrial, chamado de Centro de Desenvolvimento de Assis - CDA I e II, nesse período também começa a ser construído os primeiros edifícios verticais acima dos 6 andares como TELESP de 1975 com 9 pavimentos, o Roberto de Mello de 1977 com 9 pavimentos - o primeiro de uso totalmente comercial, Banco do Brasil de 1981 com 7 pavimentos, o Edifício Burali de 1983 de 13 pavimentos - o primeiro de uso residencial pela Construtora Melior, o San Remo de 1986 com 13 pavimentos, o Residence de 1986 com 13 andares, Portinari de 1987 com 14 andares e o Florença de 1987 com 16 pavimentos - que encerraria os anos 1980 como edifício mais alto de Assis, ainda que nesta época o Capitão Assis já estivesse em obras, mas não seria terminado até 1993.

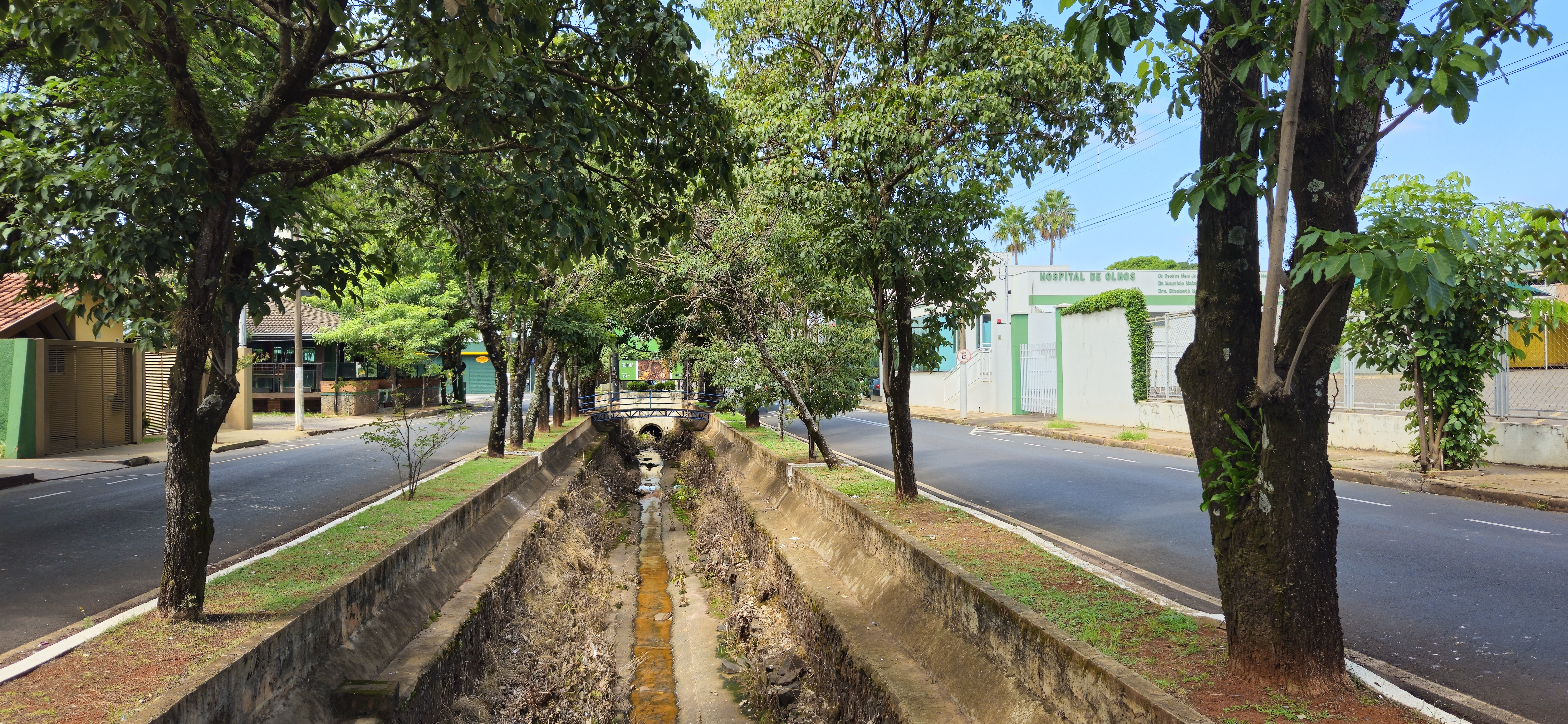
A Otto Ribeiro, também conhecida como Perimetral, saiu do papel nos anos 1980

Além de edificações verticais diversos bairros são formados como a Prudenciana, Vila Ribeiro, BNH, Progresso, Jardim Europa, Tênis Clube, Assis IV, Parque Universitário e Jardim Morumbi, a cultura de soja é expandida em toda a região, nesta década a economia do município é impulsionada por vários segmentos como comércio e agroindústria com cultivos como soja, trigo e cana-de-açúcar.
É criada em 1985 a FEMA com o propósito de ser uma universidade de interesse regional, uma forma de tentar desenvolver a região e evitar a migração para outros centros com os cursos de matemática e o pioneiro curso de Processamento de Dados, neste mesmo ano há a confirmação por parte do jornal Voz da Terra de que o cientista Josef Mengele se escondeu em Assis durante alguns anos e em 1987, ganha uma Estação Experimental para auxiliar nas potencialidades agropecuários da região

### Emancipação de Tarumã e desindustrialização (1991 - 2000)
Parte do desenvolvimento industrial de Assis paralisado após a emancipação de Tarumã, onde as grandes indústrias do município estavam instalados. A emancipação fez com que parte da arrecadação de impostos do município caísse e perdesse parte do desenvolvimento industrial, uma vez que estas localizavam-se no distrito e o CDA I e II estavam dando seus primeiros passos.
O cultivo de trigo na região tem uma queda brusca graças a diversos problemas com plantação em 1991, a época, a região era responsável por 90% da produção no estado, já a produção de álcool no mesmo ano foi 30% maior que no ano anterior e desde então é a atividade mais importante da região.
Como a economia do país atravessava dificuldades, muitas empresas foram levadas a falência como a Construtora Melior, Mecapel, Frigorífico Cabral e outras, algumas franquias deixaram Assis, como a Riachuelo.
Mesmo assim, a década foi agitada para o município e a região devido a eventos como: a instalação da Canoas I e Canoas II nos anos 1990, a duplicação da Raposo Tavares (1990-2003), a instalação de indústrias, shopping center e condomínios.
Nos anos 1990 houve o termino da construção do Hospital Regional de Assis, que teve o início de suas obras em 1972 pelo Rotary local e após 16 anos de construção, foi entregue ao governo do estado de São Paulo e sua inauguração foi em 21 de setembro de 1991.
Em 1995 é instalada a TV A Cabo de Assis, esta empresa creceria e mais tarde, em 2000 formaria a Cabonnet, pioneira em prestação de serviços de TV e internet em toda a região.

Em 1996, a Fundação Educacional do Município de Assis instala os cursos de Publicidade e Propaganda e posteriormente, em 1998, implanta cursos como Administração, Jornalismo, Direito, Química Industrial e durante um período possuiu um curso de Secretariado em 2000 e outro em Telecomunicações em 2005.

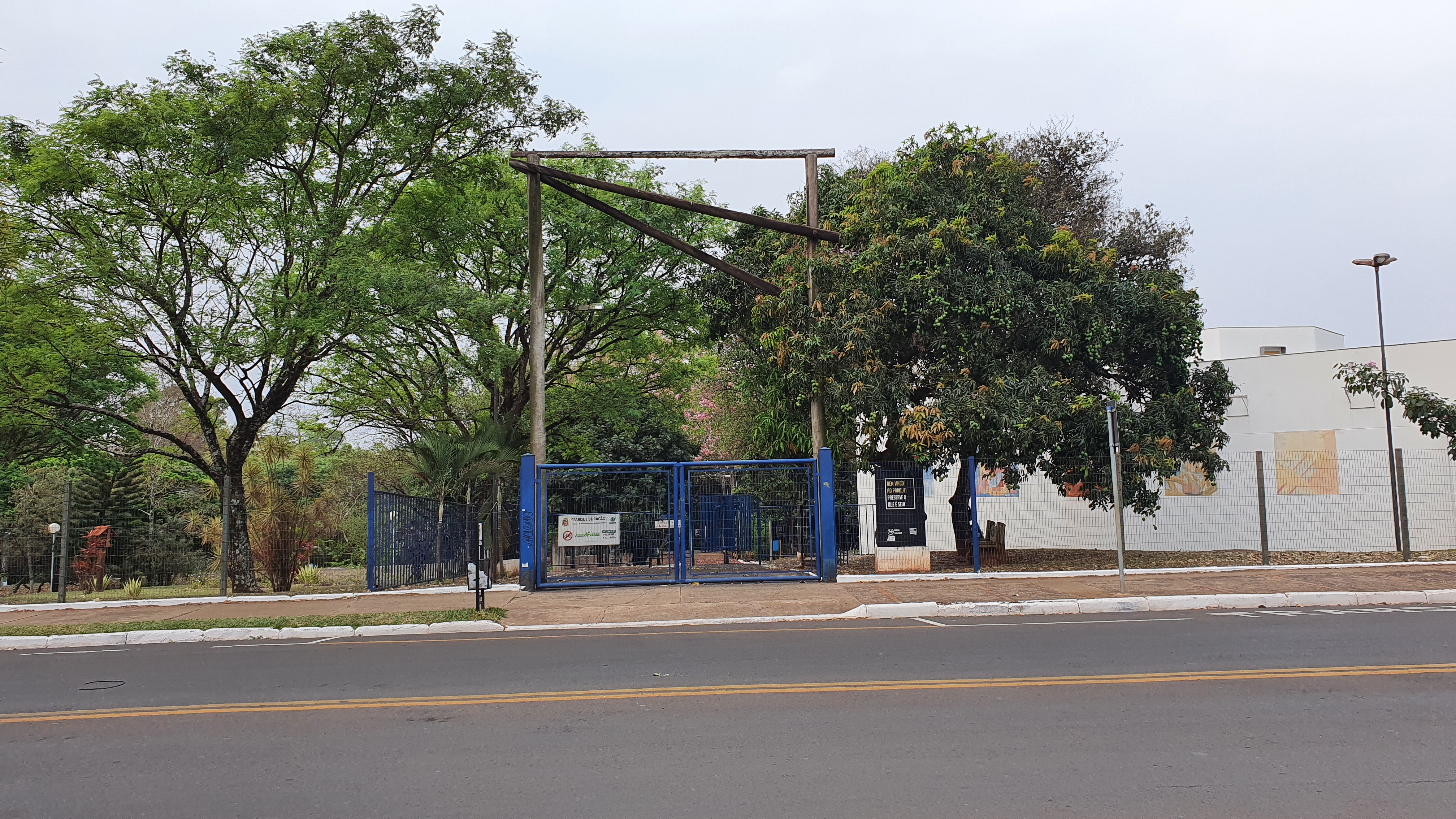
Parque Buracão em 2020

O endividamento do aparelho estatal e a má gestão da linha férrea pela FEPASA fez com que a mesma fosse concedida para a Rumo Logística em regime de monopólio, porém, desde 1999 o município não possui mais trens de passageiros, raramente há trens de carga, sendo que estas paralisaram totalmente em meados dos anos 2010 - a linha férrea que foi construída nos anos 1910 continua cortando a município no sentido Norte-Sul.
Em 1999 é aberto o Parque Buracão na Vila Operária, resolvendo de uma vez por todas o problema com a erosão que afetava aquele bairro desde os anos 1950, junto com ele, foi aberto também o Museu de Arte Primitiva de Assis.

### Migração para o setor de serviços (2000 - atualidade)
Na primeira década dos anos 2000 o município vivencia a parcial estabilidade econômica que o país estava, e em 2003 a duplicação da Raposo Tavares chega ao fim no trajeto Assis - Ourinhos, tendo então conexão rápida e segura por meio de uma autoestrada com Ourinhos em uma rodovia de 4 pistas, duas por sentido, além da criação de pedágios na região, colocando fim ao chamado "corredor da morte".

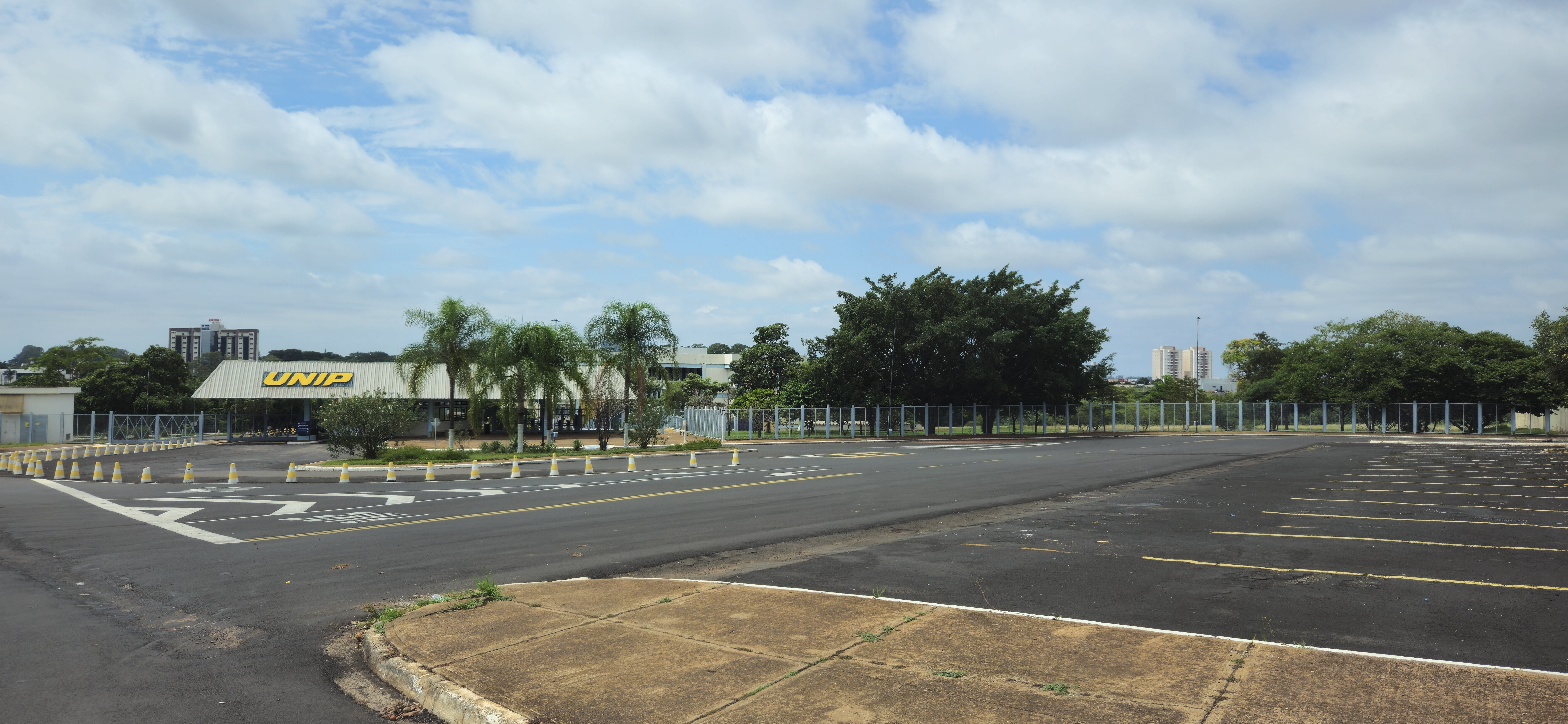
Universidade Paulista - UNIP teve seu campus inaugurado em 2002

Em 2000 ganha uma concessionária Renault - a Via Norte, em 2001 ocorre o primeiro vestibular da Unip sendo que a mesma usou a infraestrutura do IEDA até seu campus ser construído pela Duaço inicialmente com os cursos de Ciências da Computação, Turismo, Psicologia, Administração em Comércio Exterior, Propaganda e Marketing e Direito. 
Houve pressão para instalar novos cursos na Unesp como Pedagogia, Direito, Engenharia de Alimentos, Engenharia de Computação, Farmácia, Bioquímica e Física, bem como rivalidades a respeito da instalação do campus de Ourinhos e até mesmo da instalação da reitoria daquela universidade naquele município; o edifício residencial Saint Tropez começa suas vendas e a FEMA anuncia uma parceria com a Telefônica para oferecer o serviço Speedy de internet banda larga; é aprovada a lei que institui a Imprensa Oficial do Município; a concessionária Fiat Fênix é inaugurada; e é instituída a Zona Azul no centro do município.
O Assis Plaza Shopping em um vago período possuiu uma unidade do Supermercados Pavão mas devido a falência da rede, o supermercado é fechado em março de 2002.
Em 2002, já em feveireiro há a inauguração da UNIP no campus as margens da Rodovia Raposo Tavares com os cursos de Fisioterapia, Enfermagem, Farmácia, Letras, Pedagogia, Nutrição, Administração de Empresas, licenciatura em Matemática, Ciências Biológicas, Ciências Contábeis, Serviço Social, Gestão em Recursos Humanos, Arquitetura, Engenharia Civil, Engenharia Mecânica, Engenharia de Controle e Automação (Mecatrônica), Biomedicina e Estética e Cosmética.
Ao longo do ano houve a primeira feira de tecnologia em uma parceria entre uma loja de informática e a Fema chamada de 1ª Assis Tech no Assis Plaza Shopping; o município ganha efetivamente o prédio do centro cultural Dona Pimpa, o edifício Royal Park retoma suas obras e começa a venda de suas unidades. Neste ano teve a XV Ficar - que não teve no ano anterior devido as políticas de racionamento do ano anterior e incluiu como destaques: a apresentação de casas pré moldadas e reservatórios pela Rammert; o lançamento da cerveja Primus da Schincariol e um stand do SBT que apresentava o Fiat Stilo ao Vale do Paranapanema - o então topo de linha da marca Fiat apresentado uma semana antes ao mercado nacional e seria comercializado localmente pela Fênix.
Em 2003 cria-se novos bairros residenciais, condomínios e edifícios liderados pelo Residencial D'Ville e o Renascence Residencial - sendo que este redefiniu o conceito de alto padrão no município. 
Em 2004, o município recebe seu primeiro fast-food que foi integrado ao supermercados Avenida Plus sendo uma marca própria antes da chegada do Bob's em 2007 e os demais na década seguinte.

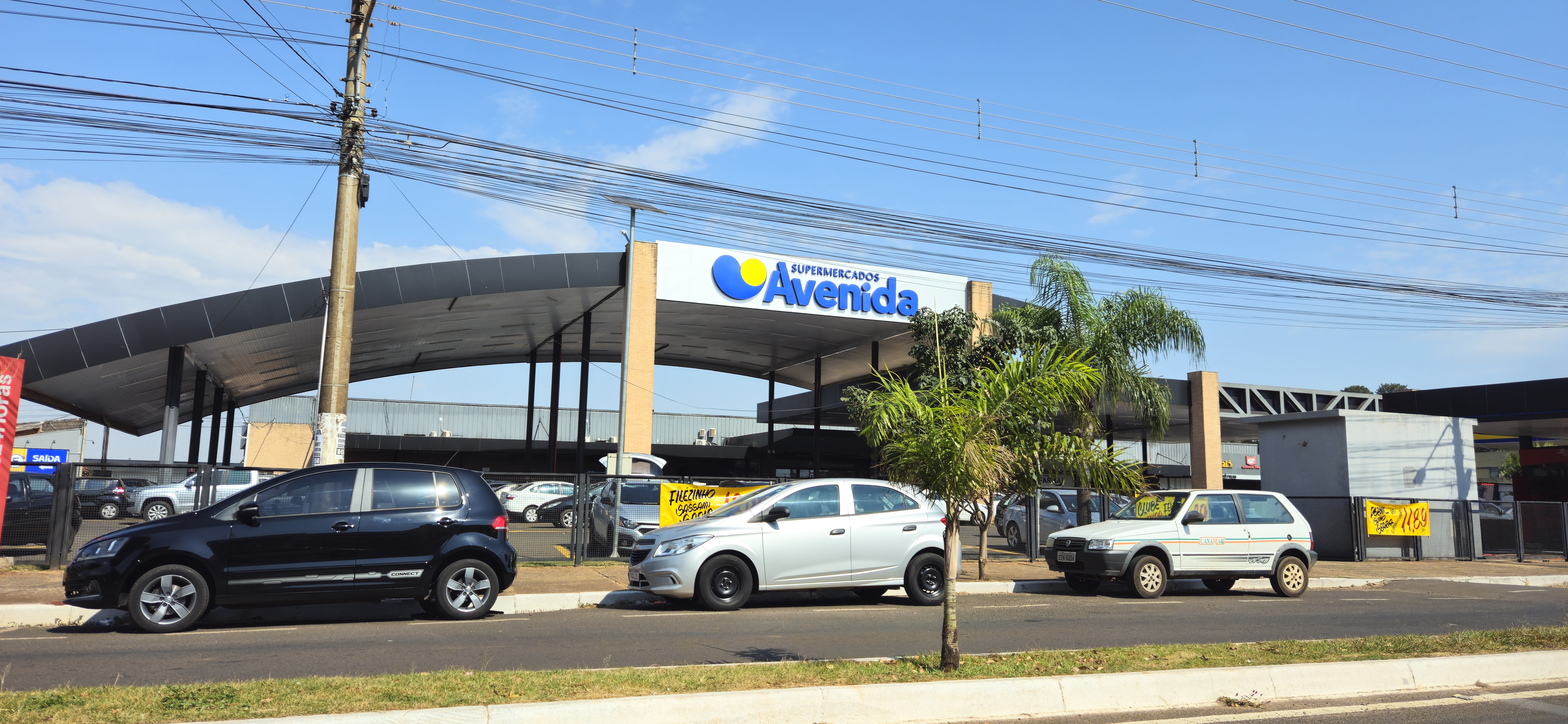
Supermercados Avenida Max

Novos supermercados iriam aparecer no restante da década, mas coube ao Supermercado Amigão inciar a fase dos hipermercados locais em 2007, o que pressionou a então rede local Supermercados Avenida inaugurar a unidade Max em 2007 na Avenida Dom Antônio. Posteriormente veio a somar o São Judas Tadeu Supermercados (de Ourinhos) em 2011 e o Walmart em 2013 sendo que o mesmo tornou-se Big em 2020 e seria transformado em Atacadão em 2022.
Na área de tecnologia, criou-se e desenvolveu inúmeras empresas sendo PRX e a VSM as mais relevantes nacionalmente, sendo que a PRX em 2013 teve parte de sua participação acionária comprada pela TOTVS.
Na área de publicidade e marketing como a NovaMCP e a Quest, as mais relevantes neste segmento com premiações, ainda tendo outras agências na casa de dezenas de unidades que atendem clientes em todo o Brasil.
Em março de 2009, foi instalada uma unidade do Centro para Desenvolvimento do Potencial e Talento no município.
Com a crise econômica de 2014 no país, essa bolha de crescimento de Assis estourou e investimentos passaram a ser mais raros e em menor grau, como uma redução brutal na construção cívil, na expansão supermercadista e automotiva durante algum tempo. Ainda assim, aconteceram os lançamentos de residenciais verticais e horizontais, bem como a criação de novos cursos na FEMA tendo o curso de Medicina em meados de 2015 como um dos mais importantes na segunda metade desta década, a criação da Faculdade de Tecnologia de Assis em 2014 e a expansão do ensino superior privado regulado principalmente com faculdades com cursos EADs ou semipresenciais.
Foi inaugurado o Poupatempo em 2012, dentro dele foi incorporada a CIRETRAN de Assis, o Instituto Médico Legal em 2016, reformas asfálticas no Centro de Desenvolvimento de Assis, ainda que estas reformas, não tenham de imediato, traduzido em novas indústrias para o município, além disto a Blat Estruturas Metálicas ganhou o prêmio nacional "Brasil Galvanizado" com a construção de um grande armazém de açúcar no porto de Santos sendo que esta obra representou o Brasil na Intergalva 2015, realizada em Liverpool ficando classificada entre as 4 primeiras colocadas.
Novas concessionárias de veículos chegam ao município como a da Toyota Mirai foi inaugurada em 2015 e Jeep Way em 2018, bem como franquias e lojas locais de diversos componentes automotivos.
Em agosto de 2016 a Duaço entrega o residencial Barão com seus 72 apartamentos, com 18 pavimentos visíveis + 2 de estacionamento no subsolo que, na época da entrega era o maior e mais luxuoso edifício de Assis.
Em 2017 a Duaço anuncia o empreendimento Residencial Ouro Verde com duas torres de 12 andares após uma campanha com possíveis compradores a escolherem o nome do novo empreendimento da mesma, a CAS de Paraguaçu Paulista apresenta o Residencial Premium, no final de 2017 a Construtora Pacaembu entrega o Vila Nova Assis e a Prefeitura de Assis, abre sob a linha ferrea diversas passagens com o propósito de reduzir o transito no centro urbano, a maior destas obras foi o acesso da Rua Tibiriça com a Rua Joaquim Murtinho entre as vilas Clementina e Operária.
Neste mesmo ano, após a chegada da Webby Telecom, diversas companhias do município modernizaram suas conhexões, ofertando massivamente planos fiber-to-the-home, encerraria os anos 2010 ofertando conexões acima dos 100 Mbps.
Já em 2018, a Construtora Pacaembu anuncia o Vila Nova Assis 2, diante o sucesso de vendas da primeira edição, já em Dezembro, a Pilar Construtora anuncia o Morumbi Garden e anuncia que tem como plano futuro a retomada da construção do edfício da Rua São Paulo com a Avenida Armando Sales de Oliveira, o Porto Seguro, abadonado após a falência da Construtora Melior em 1999.
Em 10 de março, o aplicativo Uber passa a operar no município, inclusive com corridas para Cândido Mota, no dia 29, a Duaço anuncia o empreendimento Residencial Solar das Palmeiras. Multa para a prefeitura devido a danos ambientais na nascente da Água da Porca no valor de R$ 5.8 milhões ao Fundo de Interesses Difusos (FID) que em 2015 havia entregado R$ 1.9 milhões para construção de um parque ecológico nas margens da Avenida Getúlio Vargas e revitalização do Parque Ecológico Ângelo Ceola.
No ano de 2019, em 24 de abril, foi inaugurada uma nova concessionária Ford, em sucessão a anterior, que foi uma das primeiras concessionárias de Assis e em 1 de outubro, o aplicativo 99 Pop passa a operar no município de modo a concorrer com o Uber.
Devido ao imenso número de alunos que deixam a região em busca de outras oportunidades de emprego, foi criada a Fomenta Vale como uma instituição sem fins lucrativos, patrocinada por empresas locais com o propósito a fomentar inovação e integração entre empresas locais - com o propósito de acelerar seu desenvolvimento e aproveitar a crescente comunidade universitária local, que a época de sua criação circulava na casa de 20 mil alunos e no mesmo ano, lançaria seu primeiro hackathon.
Em 2020 o Walmart passa a se chamar Big, sendo que sua operação fica alinhada com outras unidades do Brasil, já em maio daquele ano, devido a pandemia a prefeitura municipal monta um hospital de campanha em conjunto com a FEMA, a Fatec passa a ofertar o curso de Gestão de Tecnologia da Informação para o ano de 2021, a Construtora Mazzia de Londrina anuncia um empreendimento imobiliario na ordem de R$ 85 milhões denominado Paulista Garden, a Prefeitura Municipal instala câmeras de monitoramento em diversos pontos, a Duaço apresenta o Loteamento Jardim Sul, a LBX Construtora de Maringá anuncia o Terras de Santa Cruz, em agosto, o aplicativo GP Car escolhe Assis para ser o segundo muncípio para operação.
Além disso, um serviço de mototaxi dedicado a mulheres é instalado localmente - o FeminiTaxi, em novembro a Prefeitura Municipal consegue licença ambiental para regularizar as áreas do CDA - com mais de 30 anos em obras sem término, a Kalunga anuncia a instalação de uma unidade,
No ano de 2021, em setembro, uma nova unidade do Burger King é inaugurada, unidades do The Best Açaí (de Londrina) e da Gelaboca, devido a retração da participação nacional da Ford, a concessionária Renova é transformada em um revendedor Nissan e é reinaugurada como Supra, o Big anuncia no dia 25 de novembro que irá novamente alterar os rumos da loja de Assis, transformando a mesma em Maxxi Atacado.
A FEMA consegue autorização também para o curso de Arquitetura e Urbanismo através do Conselho Estadual de Educação. Para finalizar o ano de 2021, é anunciado o programa da Prefeitura Municipal de Assis de troca da iluminação para tecnologia LED através da empresa italiana Stylux. Uma unidade da Pizza Hut foi inaugurada no município, antes de municípios como Presidente Prudente.
A primeira farmácia com drive-thru do município, da rede local Catedral foi inagurada também no fim de 2021, um novo pólo industrial também começou a ser elaborado e inaugurou a primeira loja de games com temática pós apocalíptica do Brasil - a Vozão Games. 
FInalizaria aquele ano na posição 51 entre 100 municípios mais competitivos do Brasil segundo o Centro de Liderança Pública, estando a frente de Marília, Presidente Prudente e Ourinhos.
A vacinação contra a covid-19 começou em janeiro de 2021 com 1880 doses iniciais para os profissionais da saúde tendo assim o início real ao combate da doença no município.
Em 2022, a construtora ASN de Marília anuncia o edifício Jardim Europa, ao lado do então recém terminado Edifício Paris (2014-2022), o novo edifício quando finalizado, irá tirar do Barão o título de maior edifício do município com 23 pavimentos, além de inúmeras inovações incomuns na cidade a época de seu anúncio.
A Duaço também anuncia, nas imediações do antigo Colégio Diocesano o residencial Jardim das Nogueiras com duas torres na região do antigo Colégio Diocesano. A franquia Sorrifácil abre uma unidade na cidade, a prefeitura junto a empresas locais se juntam para a implantação do Senai na cidade, cobertura das arquibancadas do Tonicão, a concessão do aeroporto, licitação de áreas do CDA também ocorreram e novos recursos para revitalizar a Água da Porca e sua transformação em Parque Ecológico no valor de R$ 1.5 milhões foram liberados.
A Autozone é inaugurada em maio, bem como a primeira farmácia da Nissei e uma unidade do atacadista de utilidades Aki Tem.
Em junho, a tradicional Rede de Supermercados Avenida foi vendida para o fundo de investimento Pátria encerrando a história do controle acionário pela família Binato assumiu integralmente a Casa Avenida em 1984 e a transformou até os anos 2020 em uma das maiores varejistas do estado e foi anunciada uma unidade do Pão de Açúcar que seria construída até agosto daquele ano pela Duaço, a unidade foi inaugurada em dezembro de 2022.
A Construtora Pacaembu anuncia o Bela Vista. As obras de duplicação entre Assis e Marília via SP-333 se aproximam do final. Já o bairro rural Água da Fortuna ganha sua primeira via asfaltada. Em agosto de 2022, a ASN anuncia seu segundo edifício em Assis: o Jardim Versalhes. No final de 2022 é anunciada a primeira do Brasil a Usina de Geração de Energia com uso de resíduos sólidos é anunciada em Assis e em agosto de 2023 aconteceu o início das obras no município de Palmital.
O projeto do anel viário, com financiamento de longo prazo estimado em R$ 40 milhões pela própria prefeitura é reprovado por questões de ordem técnica, já que, na redação do mesmo, não descrevia os fins a que se propunha.
No ano de 2023 o Grupo Muffato anuncia a primeira loja do município sendo instalada uma sob a bandeira do Max Atacadista retomando a expansão do grupo no estado de São Paulo.
A construtora Interquali anuncia o Residencial Novo Parque Universitário.
Em março a cidade entra na lista de cidades com aval para ativação do 5G naquela região - antes de municípios próximos e de maior tamanho.
Em julho, a construtora ASN anuncia seu terceiro edifício na cidade, o Solaris de 24 pavimentos.
A Duaço na busca de recuperar o posto de edifício mais alto do município, em outubro anuncia seu novo arranha-céu: o Atacama - que será edificado em um bairro novo projetado pela construtora, ao lado do Jardim das Nogueiras, já em obras.
Em setembro a Santa Casa de Assis inaugura no Jardim Europa. Em Outubro a FEMA FM muda de frequência e passa a cobrir parte do Norte do Paraná.
Já em novembro de 2023 começa as obras do Studio Light que é o primeiro empreendimento entre a Suli Incorporações e a Messen Imobiliária em Assis com um edifício de 12 pavimentos do tipo studio com unidades a partir de 26 metros quadrados com rooftop, supermercado autômato, fachada ativa e outras features inéditas no centro de Assis.
A TAESA no mesmo mês consegue autorização do IBAMA por novas linhas de transmissão de energia entre Assis a Ponta Grossa.
Uma unidade da Maple Bear, saneamento nos CDA I e II. Em dezembro de 2023, a Entrevias anuncia a primeira passarela de Assis interligando as marginais da região oeste e a primeira parte do Anel Viário Sul é entregue. e no fim daquele ano, é aprovado o asfaltamento do CDA I e II
Em janeiro de 2024, a loja Swift encerra atividades em Assis após 716 dias. 
Em fevereiro de 2024 a Rádio Difusora que desde 1941 está em funcionamento na cidade migra para o FM.
Em abril a Alea apresenta o primeiro condomínio com casas em wood-frame em Assis.
Em maio foi anunciado uma praça que seria inicialmente inaugurada em setembro de 2024 com recursos privados e uma fonte interativa de águas.
Em agosto é apresentado o Parque Colinas-Eldorado na região sul
A LBX anuncia o Forte Village que é o primeiro edifício de médio padrão da região norte
Em setembro recebeu uma unidade do Coren.
Em outubro Telma Spera foi a primeira mulher eleita prefeita no município.
Em novembro é anunciado o Renascence II.
Em dezembro é anunciada a venda da Malta.
Próximo ao fim do ano de 2024, o município e a região foram chocados com o assassinato de Mateus Bernardo Valim que teve repercursão nacional.
Em janeiro de 2025, o Governo do Estado de São Paulo anunciou 320 mil reais em investimentos em um Centro de Inovação Tecnológica em Assis, no dia 14 foi lançada em Assis a primeira das empresas de tecnologia da nova década: a Compare Games que é um braço da Vozão Games para o mercado de games digitais com mais de 3000 títulos.
Em fevereiro de 2025 dois curtas de Assis em parcerias diversas são premiados como Marmita que foi feito numa parceria entre o Polo Audiovisual do Velho Oeste e o Kinopus de Londrina e o Veredas o que coloca o Centro-Oeste paulista e Assis em evidência no audiovisual nacional.

## Geografia
Localiza-se a uma latitude 22º39'42" sul e a uma longitude 50º24'44" oeste, estando a uma altitude de 546 metros, possui uma área de 462,705 km².

### Relevo
Planalto Ondulado Suave.

### Clima
O clima de Assis é tropical com estação seca, fronteiriço com o clima subtropical úmido.
Segundo dados do Centro Integrado de Informações Agrometeorológicas (CIIAGRO), desde 1991 a menor temperatura registrada em Assis foi de −3,2 °C em 26 de junho de 1994 e a maior atingiu 40,4 °C em 7 de outubro de 2020. O maior acumulado de chuva em 24 horas chegou aos 138 mm em 8 de janeiro de 2007. Outros acumulados iguais ou superiores a 100 mm foram: 135,1 mm em 20 de junho de 2012, 112,5 mm em 14 de novembro de 1991, 105 mm em 10 de fevereiro de 2000, 104,1 mm em 5 de janeiro de 2019, 100,6 mm em 10 de setembro de 2009, 100,4 mm em 10 de dezembro de 1993 e 100 mm em 20 de abril de 1992.
| Dados climatológicos para Assis                                                                    | Dados climatológicos para Assis | Dados climatológicos para Assis | Dados climatológicos para Assis | Dados climatológicos para Assis | Dados climatológicos para Assis | Dados climatológicos para Assis | Dados climatológicos para Assis | Dados climatológicos para Assis | Dados climatológicos para Assis | Dados climatológicos para Assis | Dados climatológicos para Assis | Dados climatológicos para Assis | Dados climatológicos para Assis |
| Mês                                                                                                | Jan                             | Fev                             | Mar                             | Abr                             | Mai                             | Jun                             | Jul                             | Ago                             | Set                             | Out                             | Nov                             | Dez                             | Ano                             |
| -------------------------------------------------------------------------------------------------- | ------------------------------- | ------------------------------- | ------------------------------- | ------------------------------- | ------------------------------- | ------------------------------- | ------------------------------- | ------------------------------- | ------------------------------- | ------------------------------- | ------------------------------- | ------------------------------- | ------------------------------- |
| Temperatura máxima recorde (°C)                                                                    | 37,3                            | 37                              | 36,6                            | 38                              | 32,6                            | 30,8                            | 34,8                            | 37,1                            | 38,7                            | 40,4                            | 38,7                            | 37,2                            | 40,4                            |
| Temperatura máxima média (°C)                                                                      | 29,9                            | 30,1                            | 30,1                            | 28,7                            | 25,3                            | 24,6                            | 25,1                            | 27,4                            | 28,4                            | 29,6                            | 30                              | 30,3                            | 28,3                            |
| Temperatura mínima média (°C)                                                                      | 19,2                            | 19,1                            | 18,3                            | 16                              | 12,5                            | 11,2                            | 10,4                            | 11,2                            | 13,8                            | 16,3                            | 17,3                            | 18,6                            | 15,3                            |
| Temperatura mínima recorde (°C)                                                                    | 11,2                            | 12,2                            | 11,8                            | 3,6                             | 2,2                             | −3,2                            | −3                              | −0,1                            | 0                               | 7,3                             | 9,4                             | 10,4                            | −3,2                            |
| Precipitação (mm)                                                                                  | 238,6                           | 178                             | 129,5                           | 93,7                            | 86,5                            | 63,6                            | 44,1                            | 39                              | 90,5                            | 134                             | 140,1                           | 172,2                           | 1 409,8                         |
| Fonte: CIIAGRO-SP (médias climatológicas: 1991-2020; recordes de temperatura: 01/01/1991-presente) |                                 |                                 |                                 |                                 |                                 |                                 |                                 |                                 |                                 |                                 |                                 |                                 |                                 |

### Hidrografia
A hidrografia do município é pertencente à bacia hidrográfica do Médio Paranapanema - Rio Paranapanema.
- Capivara
- Cervo
- Jacu
- Pavão
- Tucuruvi
- Palmitalzinho
- Fortuna
- Matão

### Solo
O solo do município é arenoso com cor predominante vermelho-escuro que também está presente em toda a região.

### Vegetação
Mata atlântica, cerrado e pastagem, no início da primavera pode-se apreciar os leiteiros, típicos desta região repletos de suas pequenas flores brancas, muitas vezes infestando as pastagens. Cada vez mais comum na região são as florestas comerciais de eucaliptos.

### Municípios próximos
As distâncias a seguir são em linha reta e não via rodovia. Em destaque para os centros regionais próximos e que exercem influência sob Assis:

## Arquitetura

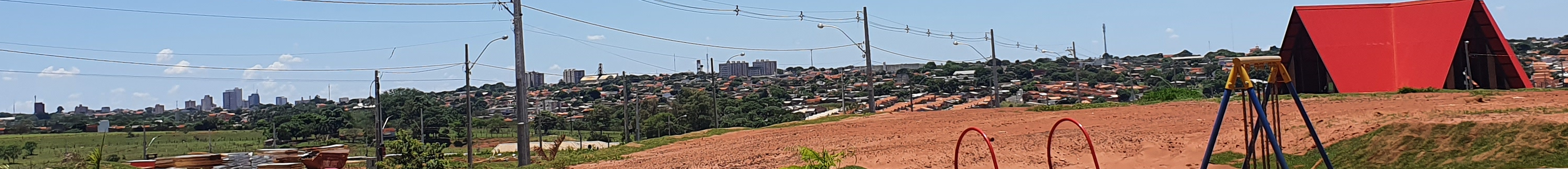
Skyline de Assis visto da Zona Oeste na Avenida da Integração no Jardim Nossa Senhora de Fátima

Assis possui aproximadamente 69 prédios acima de 4 andares segundo levantamento de usuários do SkyscrapperCity em junho de 2025, sendo que boa parte deles são do final dos anos 2000 e meados dos anos 2010, onde diversas construtoras locais, majoritariamente a Melior e a Duaço ergueram diversos edifícios residenciais de baixo, médio e alto padrão na cidade em praticamente todas as direções da cidade, principalmente após os anos 1980.
O mais antigo edifício da cidade é o Vieira Dias, com obras iniciadas em 1956 e finalizado em 1961 e que também foi o primeiro a contar com um elevador, sendo instalado no largo da estação ferroviária e 5 pavimentos, incluindo espaço comercial no térreo e cobertura, tendo como uso original como um hotel.
Segundo dados do O Globo de 2024, o município possuí 5,82% de sua população vivendo em apartamentos contra 1,68% de Ourinhos, por exemplo, condizente com cidades como Arapongas (7,13%), Apucarana (5,76%) e Botucatu (9,71%) que possuem porte similares.
O título de mais alto edifício de Assis pertecence, atualmente, ao Barão que teve o início de suas obras em 2011 e sua entrega em agosto de 2016 pela Construtora Duaço com 22 pavimentos, superando o Capitão Assis de 1993.
Quando estiver terminado, o Edifício Jardim Europa da construtora ASN com seus 19 pavimentos (+ 2 no subsolo) e um terreo mais elevado que a média irá superar o Barão. Em outubro de 2023, a Duaço anunciou seu novo edifício de alto padrão: o Atacama, que será o sucessor do Barão com seus 25 pavimentos (+ 2 no subsolo) e que será instalado em uma posição privilegiada do município no bairro planejado denominado de Terras de Santo Antônio.

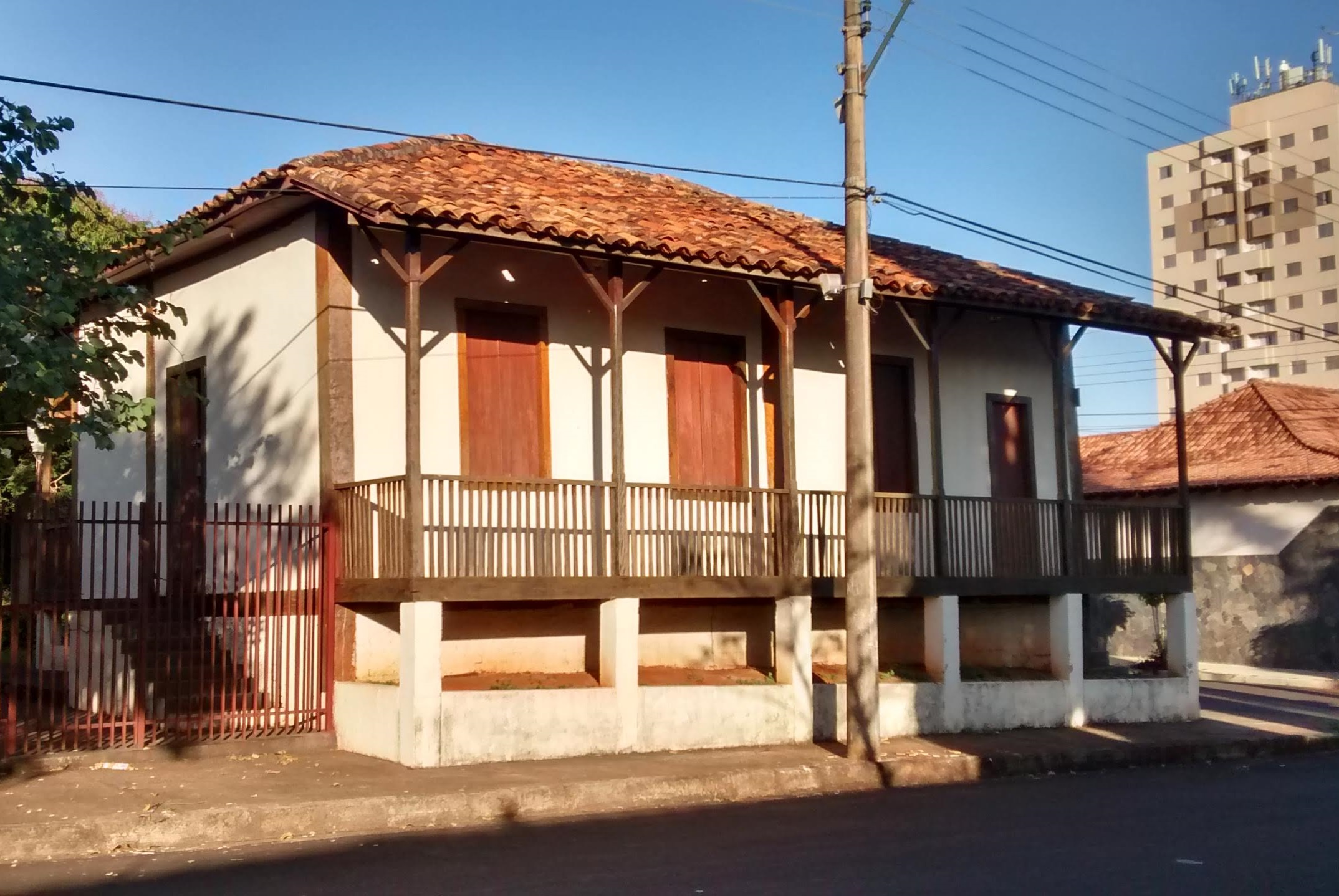
Casa de Taipa em Assis é a edificação mais antiga do município

O município conta com outras edificações importantes e históricas como a Casa de Taipa que foi propriedade de Capitão José de Freitas Garcez, que foi o primeiro escrivão de paz do distrito.  
Ela foi edificada entre 1914 e 1915 para abrigar o Cartório de Paz, possui estrutura de madeira, paredes de pau-a-pique e revestimento de argamassa. 
Entre 1968 e 1999 foi sede da Sociedades de Estudos do Paranapanema e em 1999 com sua desativação foi transferida a FAC atual Secretaria Municipal de Cultura
Além da casa de Taipa, também é de destaque a arquitetura da Faculdade de Ciências e Letras da Unesp de Assis e o Clube Recreativo sendo ambos dos anos 60 que possuem linhas da arquitetura moderna com desenho limpo, sendo que a faculdade utiliza-se de concreto e fachada envidraçada e o clube de uma estrutura em aço e vidro foram projetados por João Walter Toscano. Também pertence ao grupo de edificações com arquitetura moderna a EE Ernani Rodrigues, diversas casas e casarões.

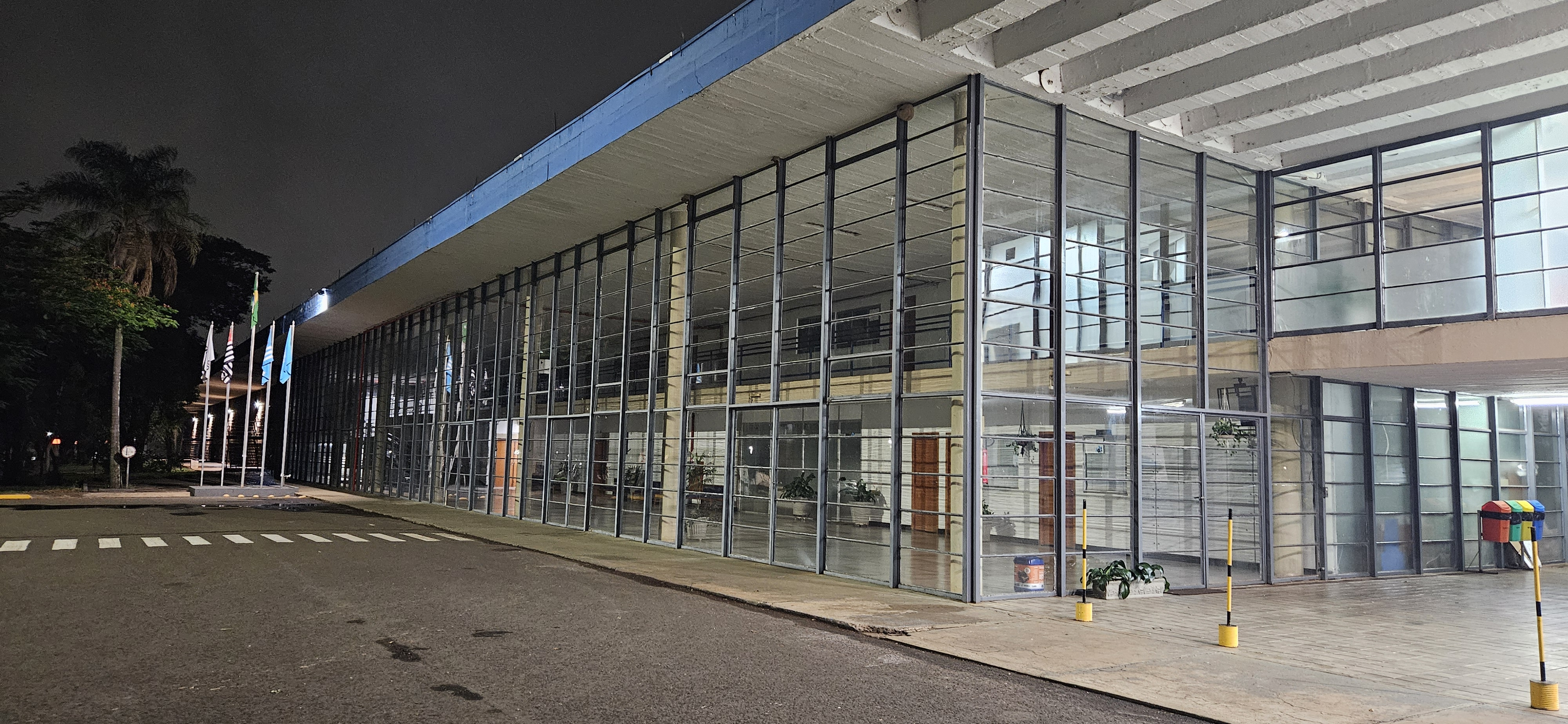
Visão noturna do prédio de Letras da FCLAs

Outras edificações importantes e que definem a arquitetura de Assis são: as Oficinas de Locomotivas de 1926 e possui hoje uma parte de uma incubadora de empresas; o Mercado Modelo Municipal dos anos 60; o Colégio Santa Maria; a EE Carlos Alberto Oliveira; o Paço Municipal; o Museu de Arte Primitiva (MAPA); a Biblioteca Municipal; o Fórum; a sede do DER; o Edifício Assis Center; o estádio do Jairão; a Concha Acústica; a Estação de Assis; a Curia Diocesana; a Primeira Igreja Presbiteriana Independente; a Diocese de Assis; a Basilica São Vicente de Paulo; a Catedral de Assis e também da estatua Capitão Assis instalada no cruzamento entre a Avenida Rui Barbosa e Avenida Dória.

## Demografia
Os dados do Censo do IBGE em 2022 afirmam que o município possui 101 409 habitantes.
O Censo do IBGE, realizado em 2010, fornece os seguintes dados sobre Assis:
População total: 95.144
- Urbana: 90.991
- Rural: 4.153

População por sexo
- Homens: 46.317
- Mulheres: 48.827

### Etnias
O censo do ano 2010 do IBGE apresenta a seguinte composição etnográfica no município de Assis:
| Cor/Raça       | Porcentagem |
| -------------- | ----------- |
| Branca         | 72%         |
| Negra          | 8%          |
| Parda          | 18%         |
| Amarela        | 1%          |
| Sem declaração | 1%          |

## Política e administração
De acordo com a Constituição de 1988, Assis está localizada em uma República federativa presidencialista. Foi inspirada no modelo estadunidense, no entanto, o sistema legal brasileiro segue a tradição romano-germânica do Direito Positivo. A administração municipal se dá pelo poder executivo e pelo poder legislativo.
Antes de 1930 os municípios eram dirigidos pelos presidentes das câmaras municipais, também chamados de agentes executivos ou intendentes. Somente após a Revolução de 1930 é que foram separados os poderes municipais em executivo e legislativo. Nas Eleições de 2020 o candidato re-eleito foi José Fernandes do Partido Democrático Trabalhista (PDT), ele obteve 56,81% dos votos válidos, o que corresponde a 25.811 dos 71.685 eleitores.

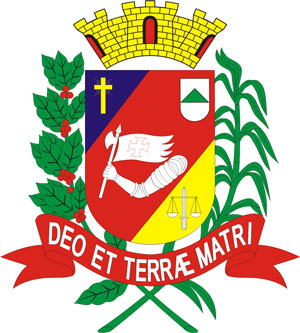
Brasão Oficial de Assis

### Governo
- Prefeito: Telma Goncalves Carneiro Spera de Andrade (2025-2028)[255]
- Vice-prefeito: Alexandre Cobra Cyrino Nicoliello Vêncio (2025-2028)[256]
- Presidente da câmara: Paulinho Mattioli (2025)[257]

### Consórcio intermunicipal
Assis é município sede de Região Imediata e do Consórcio Intermunicipal Vale do Paranapanema - CIVAP que congrega 21 municípios, somando aproximadamente 400 mil habitantes, até meados de 2020, o CIVAP era composto por 37 cidades, algumas dentro e outras foras do limite da Região de Assis, sendo as cidades consorciadas Agudos, Assis, Borá, Cândido Mota, Campos Novos Paulista, Cruzália, Duartina, Echaporã, Espírito Santo do Turvo, Fernão, Florínea, Ibirarema, Iepê, João Ramalho, Lutécia, Lupércio, Manduri, Maracaí, Nantes, Narandiba, Ocauçu, Oscar Bressane, Ourinhos, Palmital, Paulistânia, Paraguaçu Paulista, Pedrinhas Paulista, Platina, Quatá, Rancharia, Sandovalina, Santa Cruz do Rio Pardo, Taciba e Tarumã.

### Subdivisões

#### Bairros
- Alto dos Ipês[259]
- BNH
- Centro de Desenvolvimento de Assis I
- Centro de Desenvolvimento de Assis II
- Centro de Desenvolvimento de Assis III
- Centro
- Cervinho
- Conjunto Habitacional Assis IV
- Conjunto Habitacional Nelson Marcondes (Inocoop)
- Condomínio Residencial Alvorada
- Condomínio Residencial Aquarius
- Condomínio Residencial Casablanca
- Condomínio Residencial Damha I[260]
- Condomínio Residencial D'Ville
- Condomínio Residencial Esmeralda Park
- Condomínio Residencial Monte Carlo
- Condomínio Residencial Monte Verde
- Condomínio Residencial Provence[261]
- Condomínio Residencial Renascence[262]
- Condomínio Residencial Vale do Sol I
- Condomínio Residencial Vale do Sol II
- Condomínio Residencial Viverdi I
- Condomínio Residencial Viverdi II
- Jardim 3 Américas I
- Jardim 3 Américas II
- Jardim Aeroporto
- Jardim Alvorada
- Jardim Amaury
- Jardim América
- Jardim Canadá
- Jardim Eldorado
- Jardim Europa
- Jardim Faria
- Jardim Monte Carlo
- Jardim Morumbi
- Jardim Nossa Senhora de Fátima
- Jardim Olinda
- Jardim Paraná
- Jardim Paulista
- Jardim Rezende
- Jardim Santa Amélia
- Jardim Santa Clara
- Jardim São Nicolau
- Jardim Sul
- Jardim Taquaral
- Park Colinas
- Parque das Acácias
- Parque do Bambu I
- Parque do Bambu II
- Parque das Flores
- Parque Universitário
- Portal São Francisco
- San Fernando Valley
- Vida Nova Assis
- Vila Adileta
- Vila Arlindo Luz
- Vila Boa Vista
- Vila Brasileira
- Vila Cambuí
- Vila Carvalho
- Vila Cláudia
- Vila Clementina
- Vila Ebenézer
- Vila Fabiano
- Vila Fiuza
- Vila Fortuna
- Vila Funari
- Vila Galvão
- Vila Glória
- Vila Independência
- Vila Maria
- Vila Maria Isabel
- Vila Marialves
- Vila Mercedes
- Vila Nova Assis
- Vila Nova Florínea
- Vila Nova Santana
- Vila Operária
- Vila Orestes
- Vila Ouro Verde
- Vila Palhares
- Vila Paraíso
- Vila Piedade
- Vila Progresso
- Vila Prudenciana
- Vila Ribeiro
- Vila Rodrigues
- Vila Rosângela
- Vila Santa Cecília
- Vila Santa Elisa
- Vila Santa Rita
- Vila Santana
- Vila Silvestre
- Vila Soubhie
- Vila Souza
- Vila Tênis Clube
- Vila Triângulo
- Vila Xavier
- Vila Zulmira
- Villa Bela

## Economia

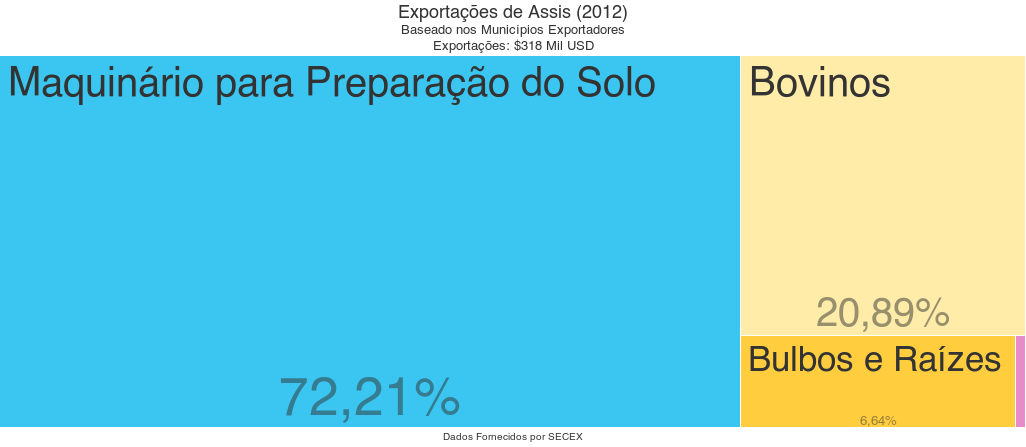
Exportações (2012)

A composição do PIB do município demonstra a força do setor de serviços na economia local, sendo relativamente bem diversificado, porém altamente concentrado no setor de comércio e serviços (ver Composição da Economia). O desenvolvimento do município iniciou-se com a ferrovia, devido ao solo arenoso a atividade que sempre teve destaque na economia foi o setor terciário e de comércio, uma vez que o desenvolvimento agrícola seria maior no resto da região ao em vez de Assis, que possuíam melhor qualidade de terra. Com isso o município passou a ser referência de comércio, prestação de serviços de Educação, Saúde e Comunicações para a sua pequena região (na época a Alta Sorocabana) ajudando os agricultores e pioneiros a desbravarem o Oeste Paulista e o Norte do Paraná.

Até hoje o comércio possui papel importante, além de possuir maior parte na composição da economia, é o que emprega a maior parte dos assisenses, além disso, é do comércio que vem a maior parte do PIB do município. É diversificado, principalmente na parte de Supermercados (ver a seguir em Comércio e Serviços), abrigando diversas lojas. O Setor Industrial, apesar de ser o segundo mais relevante, é fraco devido ao processo relativamente recente de investimentos, o Distrito Industrial com baixa infraestrutura (que não conta com ruas asfaltadas, serviço de esgoto e outros), alta regulação de mercado e altos impostos que acabam destoando a capacidade de empreendimentos industriais no município. Além disso, na cultura local, existe uma grande crença que intervenções estatais e regulamentações municipais, estaduais e federais possam elevar o crescimento do município. Mesmo com esses problemas que impedem o desenvolvimento local, há algumas indústrias dentro e fora dele (ver em Indústria).

Atividades econômicas (2012)

Diversas autoridades políticas tentam, sem sucesso, definir qual é a vocação econômica para o município, com o passar dos anos, o município recebeu inúmeras propostas de aprimoramento no segmento da agroindústria e de tecnologia, sendo a maioria absoluta delas, por meio de intervenção estatal, com a criação de zonas econômicas ou por outros meios legais, que não obtem efetividade sendo geralmente abandonadas após o uso político destas iniciativas.
Portanto, podemos dizer que Assis sofre com uma alta dose de regulamentação e intervenção estatal, que barra novos investimentos que possam aumentar a renda local e muitas destas interferências ocorrem com um intuíto oportunista e regulador, sob a perspectiva de crescimento.
Em termos de renda, segundo o site Atlas Brasil com dados do Pnud, Ipea e FJP, a renda per capita média (isto é, a média da renda de cada cidadão) de Assis subiu progressivamente de 1991 para 2010, pulando de R$ 585,49 para R$ 967,39; sendo uma das mais altas de toda a região, porém bastante abaixo da média estadual. A extrema pobreza caiu em nível expressivo, de 2.60% em 1991 para 0.33% em 2010.
A porcentagem de pobreza caiu de 12.5% (1991) para apenas 3.24% (2010) e a População Economicamente Ativa em 2010 era de 66.6%.
A cidade possui um potencial turístico na região do Médio Paranapanema, graças a Casa de Taípa (em que é abrigado parte do acervo histórico da região), o Parque Buracão, o Museu de Arte Primitiva de Assis, o Ecoparque, o Ecolago, a Aprumar, o Centro de Convivênvia ao Idoso (CDI), o Centro de Artes e Esportes Unificados (CEU), o Parque de Exposições "Jorge Alves de Oliveira" embora alguns estão sem acesso ao público e outros em deterioramento total.

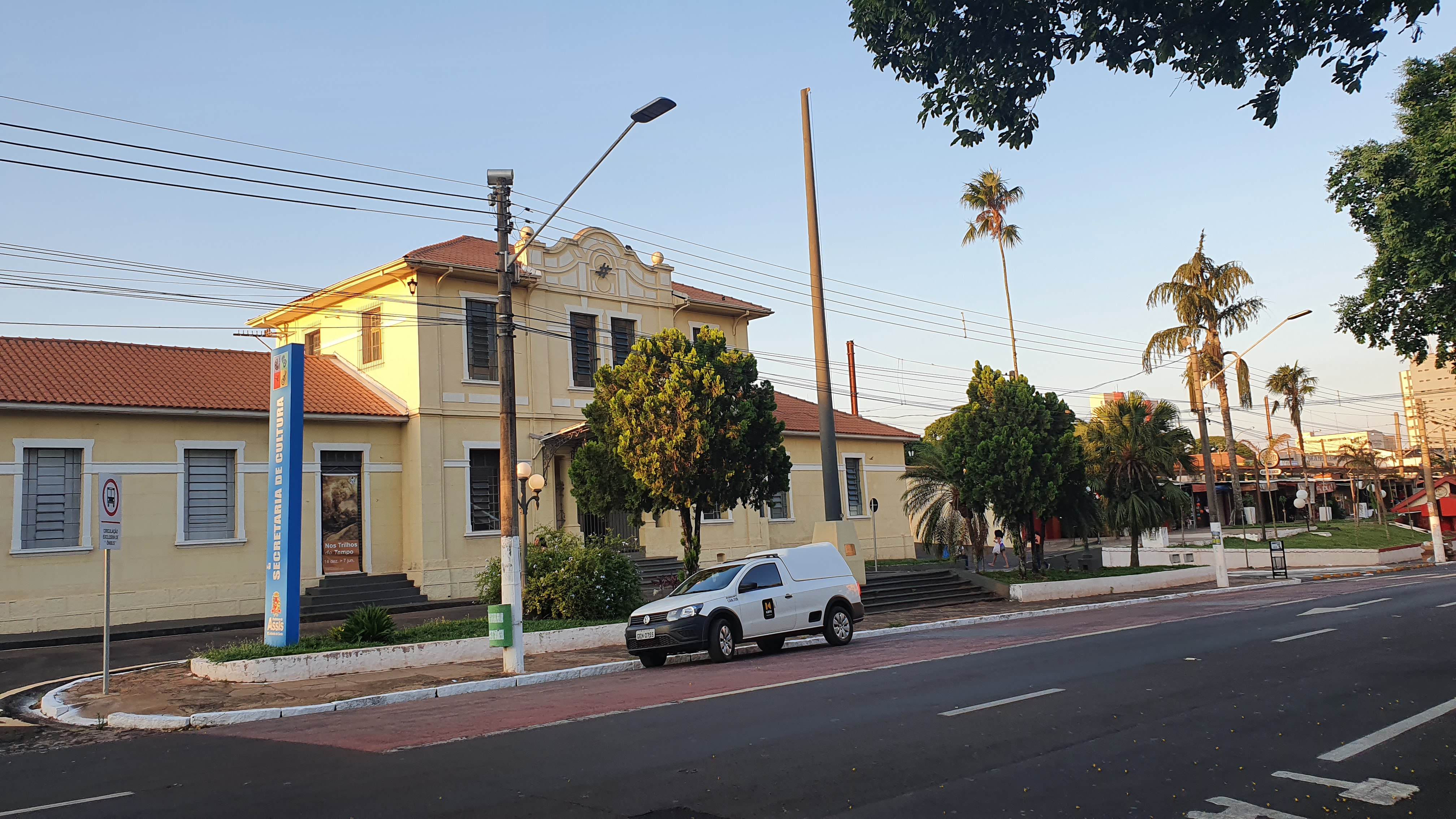
Estação de Assis

Além disso, o município é servido pelo projeto Incubadora de Empresas de Assis - Núcleo de Desenvolvimento Empresarial "Renato de Rezende Barbosa", criada no dia 25 de junho de 2004, com o apoio das entidades parceiras FIESP, SEBRAE, a FEMA e Prefeitura Municipal de Assis, localizada no antigo prédio das Oficinas de Locomotivas da FEPASA (antiga Estrada de Ferro Sorocabana), onde oferece serviços de apoio gerencial e administrativo às micro e pequenas indústrias do município, através do processo de Incubação.
Os serviços compreendem, oferta de espaço para instalação da indústria, treinamento e capacitação dos empresários. Segundo um artigo de 2009 do site Vigor Econômico, as empresas são de pequeno porte e estão em crescimento para se lançarem no mercado, na época havia 10 empresas incubadas e mais uma por incubar: a CANTEC (Mecatrônica), Brasileirice (Moda), Diferenti (Moda), Dom Spinosa (Vinagres naturais e de frutas orgânicas - Biotecnologia), BioHengel (controle biológico - Biotecnologia), Biscoilito (Alimentos), Marcenaria Sob Medida (Movelaria), Celeri Bolsas (Moda), Ecovale (Indústria Química) e SDC Eletrônica (Eletrônica). Além dessa incubadora, há também outras como a PreInova da Unesp Assis que visa incorporar projetos de alunos durante a graduação e realizar estudos para lançamentos dos mesmos no mercado.
A Unesp também mantém uma Incubadora de Cooperativas Populares, uma das poucas no estado mantidas por universidades estatais segundo o site Universia.

### Setor primário - Agricultura

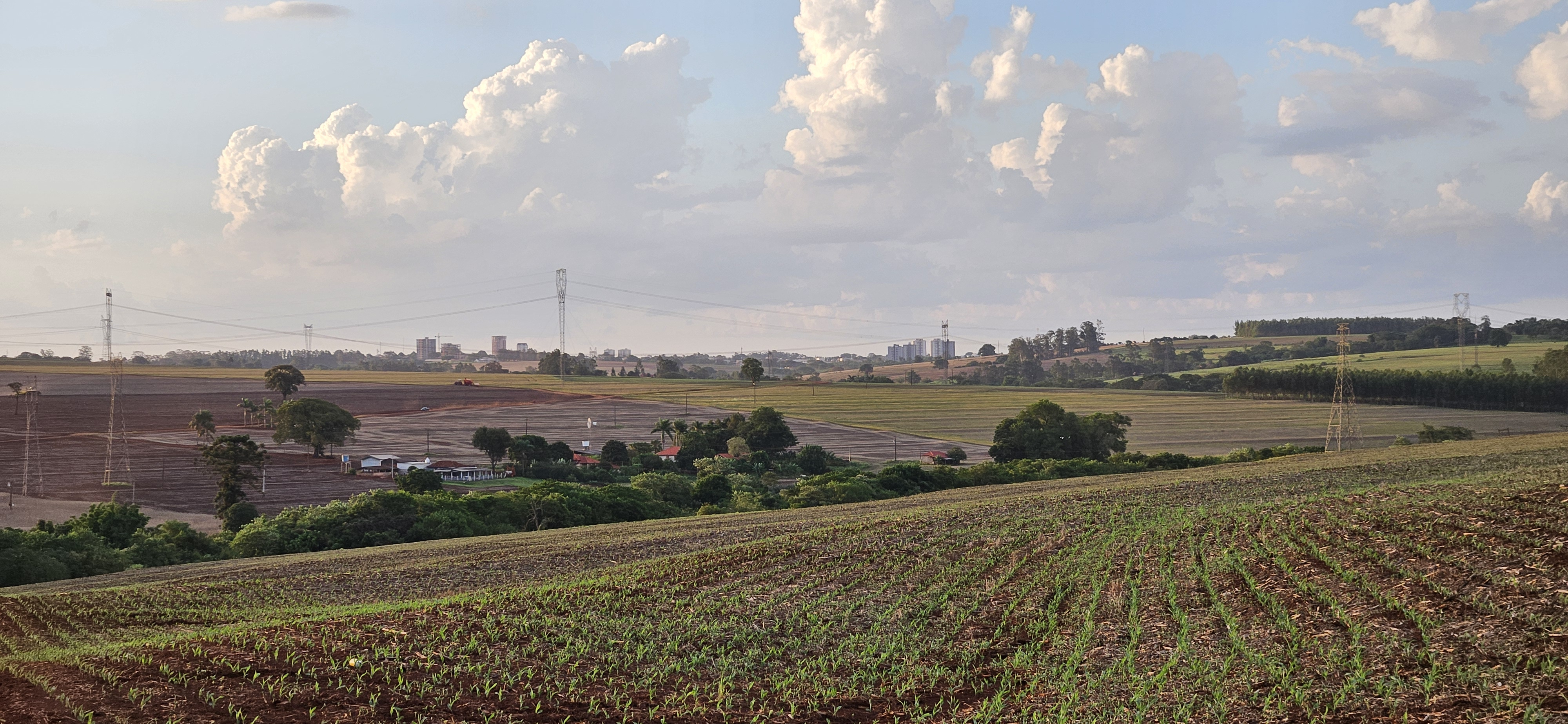
Zona Rural de Assis na parte sul

É o setor que atualmente é o menos relevante para a cidade, é baseada na pecuária de corte e no cultivo de soja, trigo, milho e cana-de-açúcar.

### Setor secundário - Indústria
A indústria, apesar de ser o segundo setor mais relevante na economia local, possui uma infraestrutura incipiente no chamado de CDA - Centro de Desenvolvimento de Assis, o parque industrial da cidade onde não há em vários lugares nem mesmo asfalto, embora que nos anos 2010 tenha sido feito algo no sentido de melhoria, o que ocasiona em diversas tentativas de indústrias quererem deixar a cidade. O CDA é dividido em três zonas, existindo os CDA I, II e III, com destaque para as empresas de construção civil e alimentícia, além de concessionárias e empresas de transportes.
As indústrias mais relevantes da cidade são: a Cervejaria Malta (bebidas), a Inter Brasil Alimentos (bebidas), a Brasinter (química), Blat (estruturas metálicas), Altolim (química), a Ramertec (estruturas industriais), a Sollus (mecanização agrícola), a AFG do Brasil (agroindústria), a Regional Telhas (construção cívil), a Duaço (construção cívil e urbanização), a Taiga (eletrônica, áudio profissional), a Frigorífico Santa Amélia (Abatedouro de Frangos), o Grupo Siqueira (minérios e pavimentação), Hengel (biomassa), a Sudract (suplementos), a Moinho Nacional (alimentos), a Gelcrem (alimentos), Glutadela (alimentos), Panneto (alimentos), Soluções de Armazenagem (estruturas industriais), Carvoaria Ipê, Bencoaço (aço e minério), Gráfica Conosco (gráfica), Concreforty (concreto) e outras empresas.

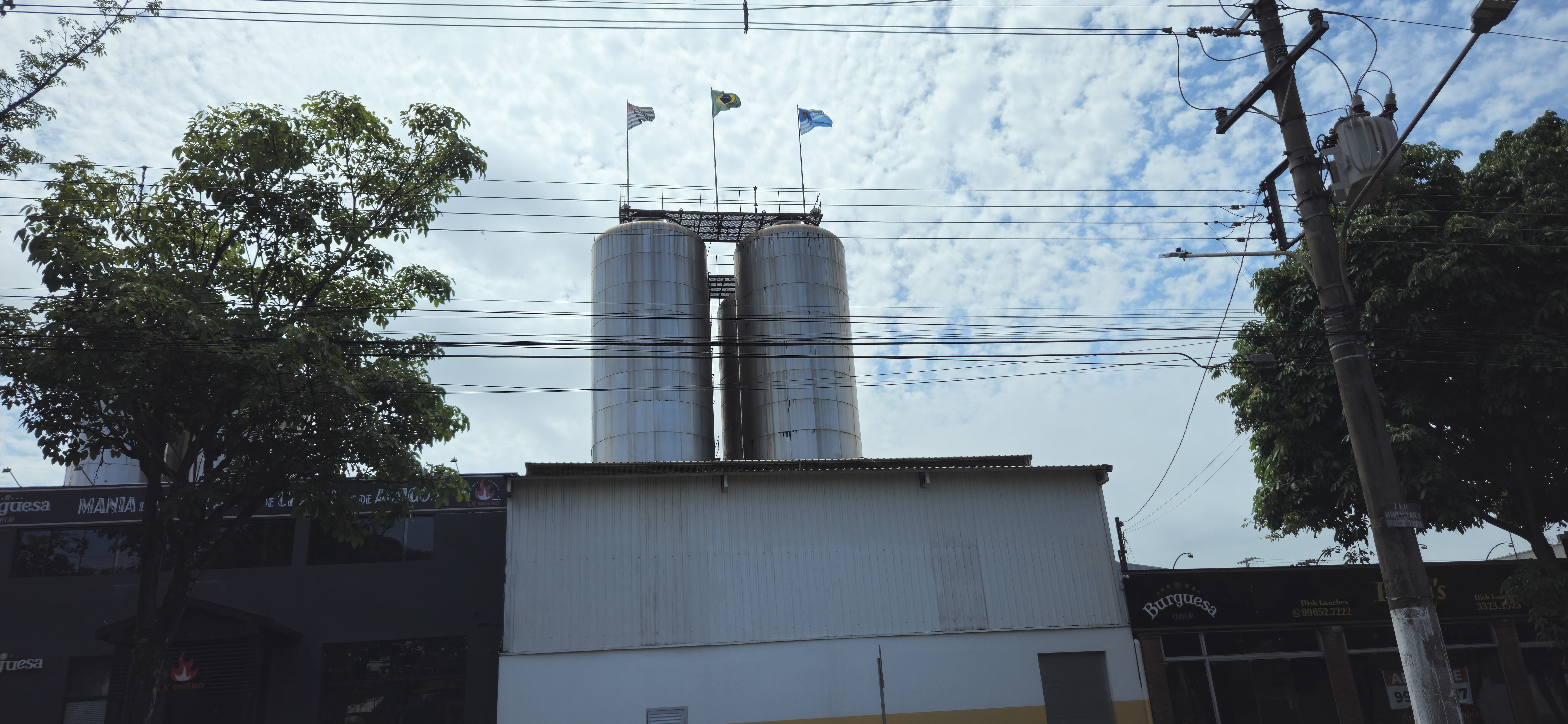
Cervejaria Malta em Assis

A cidade passou ao longo dos anos por um processo de desindustrialização após meados dos anos 1990. Nos anos 80, a cidade abrigou a Mecapel que obteve um certo sucesso com sua linha M sob a marca EMC.
Anteriormente teve ainda a Sociedade Algodoeira do Nordeste Brasileiro, CEAGESP, além de empresas locais como a Frigorífico Cabral, Colchões Lord, Latícinios Leco e outras.
Contudo, são das indústrias de cana-de-açúcar da região, sobretudo aquelas de Tarumã, Paraguaçu Paulista e Maracaí as mais relevantes e de maior peso regional, são representadas pela Raízen, Zilor e Agroterenas.

### Setor terciário - Comércio e Serviços

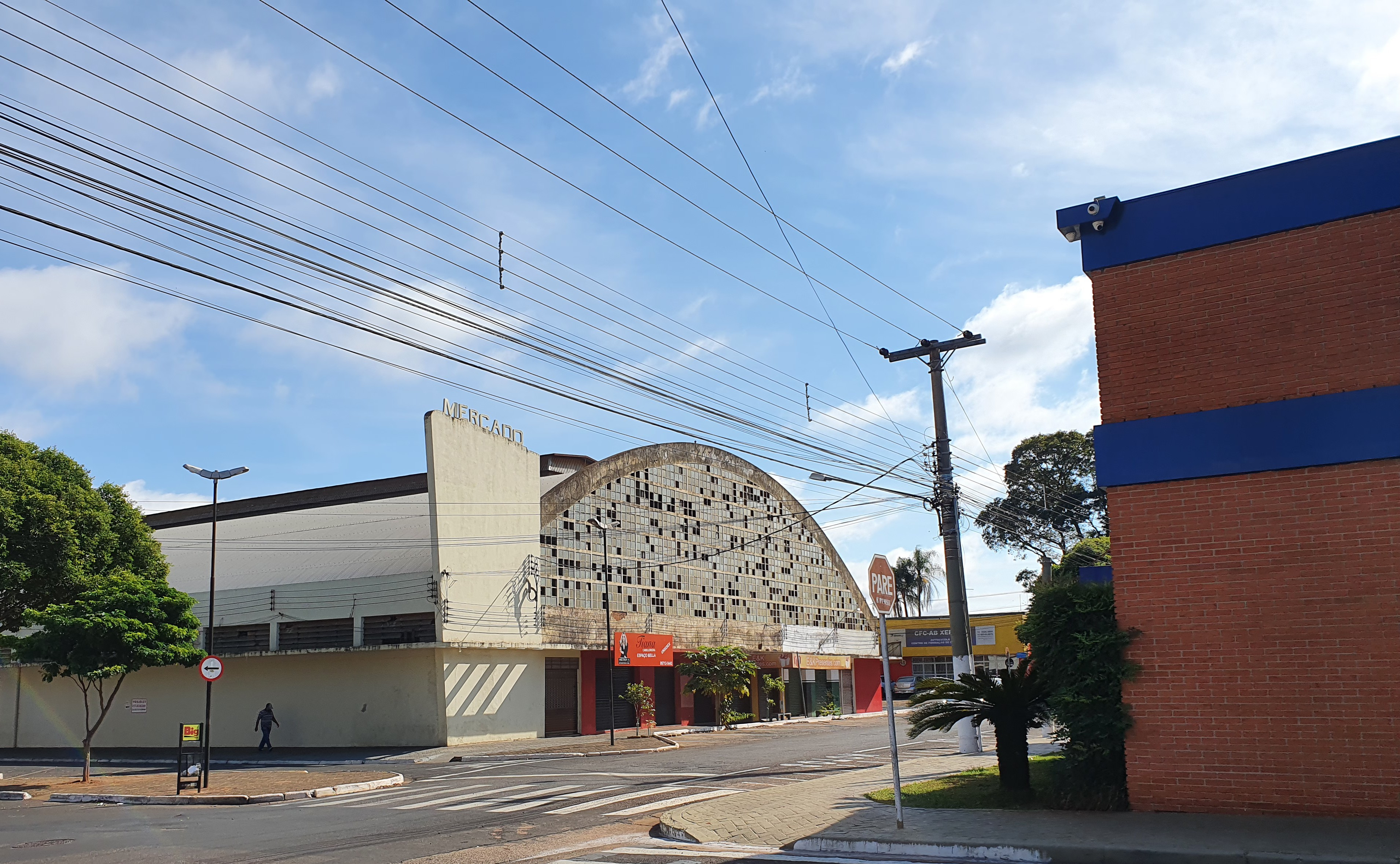
Mercadão de Assis é parte do comércio do município

Assis é destaque regional no comércio, sendo o setor mais importante de sua economia (ver Composição da Economia), principalmente para o segmento de supermercados. A Rede de Supermercados Avenida é uma das redes local que durante muitos anos era quem possuía maior fatia de mercado nesse segmento na cidade, sendo que chegou a ter instalada 7 lojas, além de ter lojas em inúmeras cidades da região, também chegou a atuar no Norte do Paraná em cidades como Bandeirantes e Santo Antonio da Platina.
É a 55ª maior rede de supermercado do Brasil e a 18º maior do estado com faturamento na casa de R$ 600 milhões e 1660 funcionários em suas 20 unidades.
Porém em 2016, devido a questões internas, optou-se por mudar de Assis para Cândido Mota o Centro de Distribuição e a sede administrativa da rede, com investimento aproximado de R$ 10 milhões.
Após a inauguração da rede de Lins, o Supermercados Amigão em 30 de Abril de 2007, a cidade começou a oferecer inúmeras opções no ramo supermercadista, em pouco tempo, o Supermercados Avenida restaurou, ampliou e reformou várias de suas lojas e inaugurou o Avenida Max (na Avenida Dom Antonio, perto do campus da Unesp) em 20 de Dezembro de 2007, o São Judas Tadeu Supermercados em 5 de Novembro de 2011, o Assis Plaza Shopping foi reestruturado (em 2012) após a aquisição pela Rede Torra Torra em 12 de Junho de 2012 com 60 locações, em 2013 a cidade recebeu uma unidade do Walmart em 6 de Junho de 2013, do McDonald's em 22 de Dezembro de 2013, do Burger King em 2014 e havia a previsão de instalação do Habib's em 2014, o que acabou não ocorrendo.
Desde Fevereiro de 2020, a unidade do Walmart foi transformada em BIG, estando alinhada com o resto de lojas da antiga operação do Walmart no Brasil.
No segmento automotivo, conta com diversas concessionárias de veículos de passeio, sendo elas concessionárias da Fiat (Gaivota), Chevrolet (Suprema), Toyota (Mirai), Volkswagen (Comasa), Jeep (Way) e Nissan (Supra), além de outras de caminhões e veículos agrícolas, além diversas oficinas, autorizadas, lojas de acessórios, funilaria e outros pertencentes ao segmento automotivo.
Também há empresas de serviços em outros setores como a Karony (outdoors) e o Grupo TCM (tercerização e serviços em diversas áreas) são as mais relevantes e com projeção nacional.

### Setor quaternário

#### Tecnologia da Informação
Em meados dos anos 2010, a cidade passou a contar com um número respeitável de empresas de Tecnologia da Informação (segundo o site Skyscrappercity, o número é na ordem de 65 empresas de Tecnologia)  como a antiga PRX, hoje parte da TOTVS - uma das maiores empresas no ramo de serviços e soluções para o agronegócio. Apesar da aquisição da PRX, existem inúmeras empresas de desenvolvimento de software na cidade, com ênfase em diversos segmentos da economia como Sistemas de Informações Geográficas (como a empresa Comunicar TI e a Engemap) até segmentos de gestão de farmácia (como a VSM).
Assis é a maior concentradora das maiores empresas de TI da região do Vale do Paranapanema, tendo sedes ou unidades também na cidade, além das empresas citadas, segundo o AssisCity há também a Web Managers (desenvolvimento web e sistemas de gerenciamento), a Engemap (Sistemas de Cartografia) e outras de menor porte. 
O principal fator dessas empresas crescerem na região é a mão de obra qualificada e formada pela FEMA - principalmente por ter sido a primeira com cursos de TI em toda a região, com os cursos de Análise de Sistemas (1988) e Ciência da Computação (1998) além de outras instituições de ensino (ver em Infraestrutura>Ensino Superior) incluindo instituições de Ourinhos e Cornélio Procópio, em que a interação regional é maior, além da economia favorável da região para a criação de fábricas de software naquela região, também a baixa regulamentação do setor - principalmente por ser uma área que ainda não sofreu nenhum tipo grave de regulamentação nas esferas federais, estaduais e principalmente das municipais, além das melhorias em redes de comunicação no final da segunda metade dos anos 2010 (ver tópico Telecomunicações). 
Todavia, a cidade sofre inúmeras ameaças de criações de Arranjo Produtivo Local - APL sob o argumento que, a criação das mesmas, serviria para unir as empresas da área-fim para torna-las mais desenvolvidas e competitivas, bem como integração com universidades.
Todavia, não podemos deixar de considerar que há interessados em criar regulações em nível local apenas para limitar o crescimento do setor na cidade, sendo uma medida de restrição mercadológica, sendo conduzido principalmente por políticos ou por professores das universidades associadas a tais movimentos de criação de APL, que possuem empresas ligadas a tecnologia da informação em uma tentativa de regulação do mercado local já restrito, o que reduziria sua competição, tendo como consequência o aumento dos preços destes produtos e a redução de competitividade. 
Assis como outras cidades brasileiras não possui uma economia de mercado sofrendo inúmeras regulações e impostos, a maioria deles gera monopólios, baixa competitividade e outros problemas quanto a liberdade econômica e o problema do cálculo econômico.

#### E-commerce
Devido as particularidades locais onde o comércio prevalece, nos anos 2010 iniciou uma onda de e-commerces em Assis, onde a maior de todas é a Leveros, do segmento de ar condicionado que foi fundada em 1978 ainda como Gelosom e iniciou seu e-commerce em 2007 ainda sob a marca Multi-Ar. 
Em 2016 o Bradesco fez uma compra de 30% da empresa e desde 12 de Setembro de 2017 a empresa transformou-se em Leveros tendo como meta o faturamento de R$ 1 bi até 2020, sendo que em 2015 o faturamento da mesma era na ordem de R$ 300 milhões.
Outros e-commerces locais são a Moove Nutrition (segmento de suplementos), a VSM Shop (automação comercial, informática e naútica), a Útil & Lazer (utilidades domésticas), a Autotudo (segmento automotivo) e a Vozão (games eletrônicos).

#### Telecomunicações
Há empresas como a OAI, Olá Telecom, Cabonnet, iFastnet, Webby Telecom, Vivo e a InfoAssis que trabalham em serviços de internet banda-larga sem fio (via rádio), ADSL, conexão coaxial e na maior parte do município opera com fibra óptica, em que na atualidade boa estrutura delas em fibra óptica com preços competitivos e velocidades superiores a 100 Mbps em média em boa parte da cidade. 
Há também diversas empresas que atuam na venda de equipamentos de tecnologia e lojas de serviço de várias operadoras de nível nacional como a Vivo, TIM, Oi e Claro, sendo que apenas a Oi não opera em 4G na cidade.
A internet chegou na cidade em meados dos anos 1990 pela FEMANET - provedor local, discado, mantido pela Fundação Educacional do Município de Assis que visava colocar a região na Internet e ainda melhorar a capacitação de seus alunos e também uma rede rudimentar de intranet da UnespNET restrita ao meio acadêmico.
Assis é coberta pela rede da estatal Eletronet onde mantem em Assis um backbone, embora não haja venda direta ao consumidor e tenha uma operação desconhecida ao público geral mas, a cidade é referenciada no site da rede de transmissão da mesma.

## Infraestrutura Urbana

### Educação

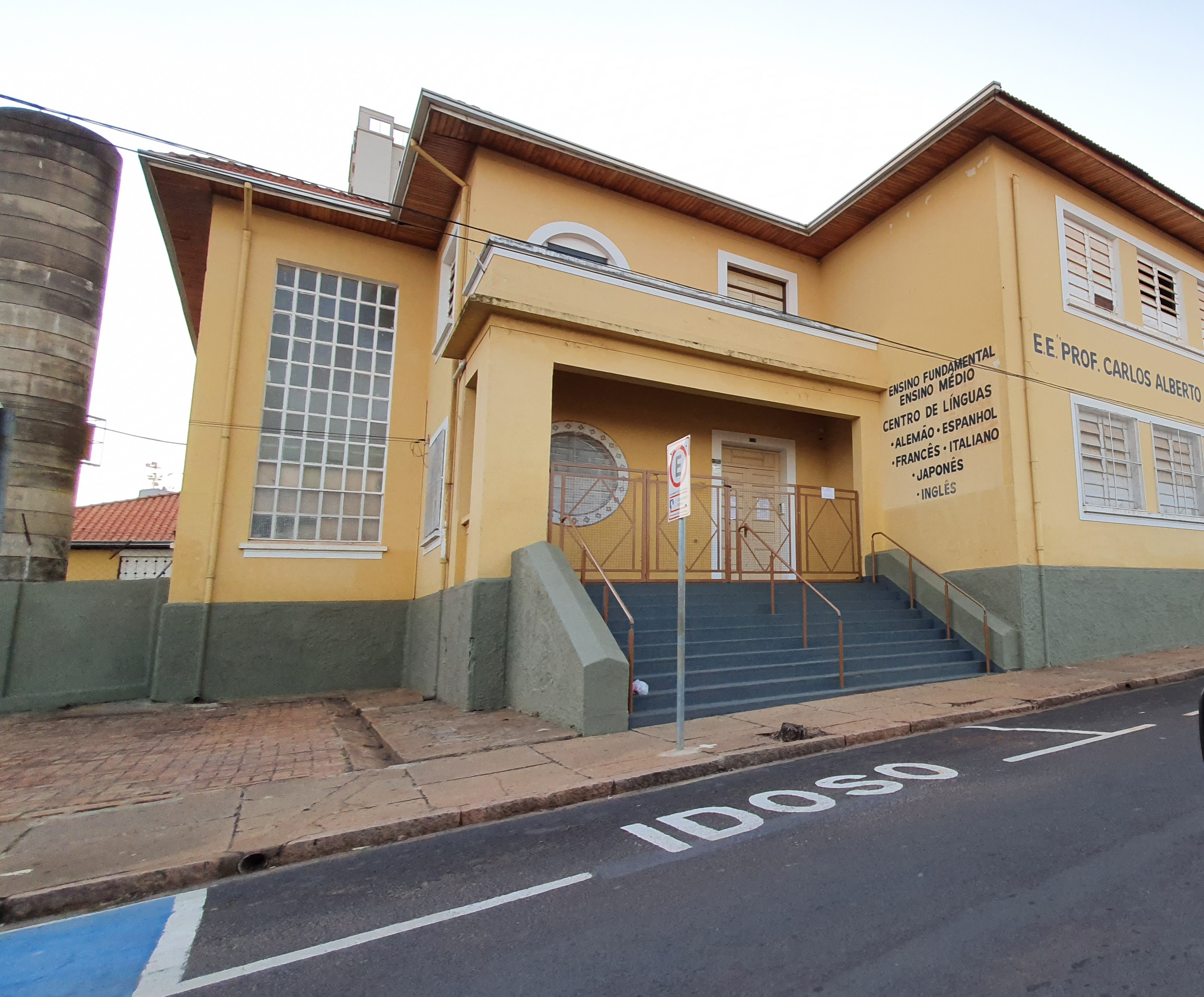
EE Carlos Alberto de Oliveira em 2020

A educação oficial no município iniciou-se em 1917 com a criação da chamada Escola Isolada de Assis, por meio de transferência de uma escola de Campos Novos do Paranapanema, essa daria origem futuramente ao Grupo Escolar João Mendes Júnior. Em 22 de Maio de 1950 é instalada a Escola Normal Oficial de Assis, destinada a formação de professores que seria transformada em Instituto Estadual de Educação, em 1957 e na década de 70, com a extinção dos Institutos de Educação no Estado de São Paulo, assumiu a denominação de EEPSG Dr. Clybas Pinto Ferraz, atual EE Dr. Clybas Pinto Ferraz, sediada na Vila Santa Cecília.
O prédio original da Escola Normal Oficial de Assis passou por diversas denominações, porém hoje abriga a EE Carlos Alberto de Oliveira com os cursos de Ensino Fundamental, Médio e o Centro de Estudos de Línguas (CEL)
A cidade é uma das sete que possuem o Centro para Desenvolvimento do Potencial e Talento (CEDET), que atende crianças e adolescentes talentosas.
Destaca-se atualmente entre as escolas de Ensino Médio estatais, a instituição mantida pelo Centro Paula Souza a Etec Pedro D'Arcádia Neto, que oferece cursos de ensino técnico como Enfermagem, Administração, Contabilidade, Açúcar e Álcool, Química, Desenvolvimento de Sistemas, Informática, Comércio (EAD), Turismo (EAD), Secretariado (EAD), Mecânica e o Ensino Médio.
Existiu na segunda metade dos anos 2010 uma unidade do IFSP no campus do IMESA com os Cursos Técnicos de Administração e Manutenção e Suporte em Informática porém devido a ausência de um campi universitário, pois a instituição utilizava a estrutura do IMESA para operar e nem uma regularização do mesmo, a unidade acabou por ser fechada.

#### Institutos Superiores

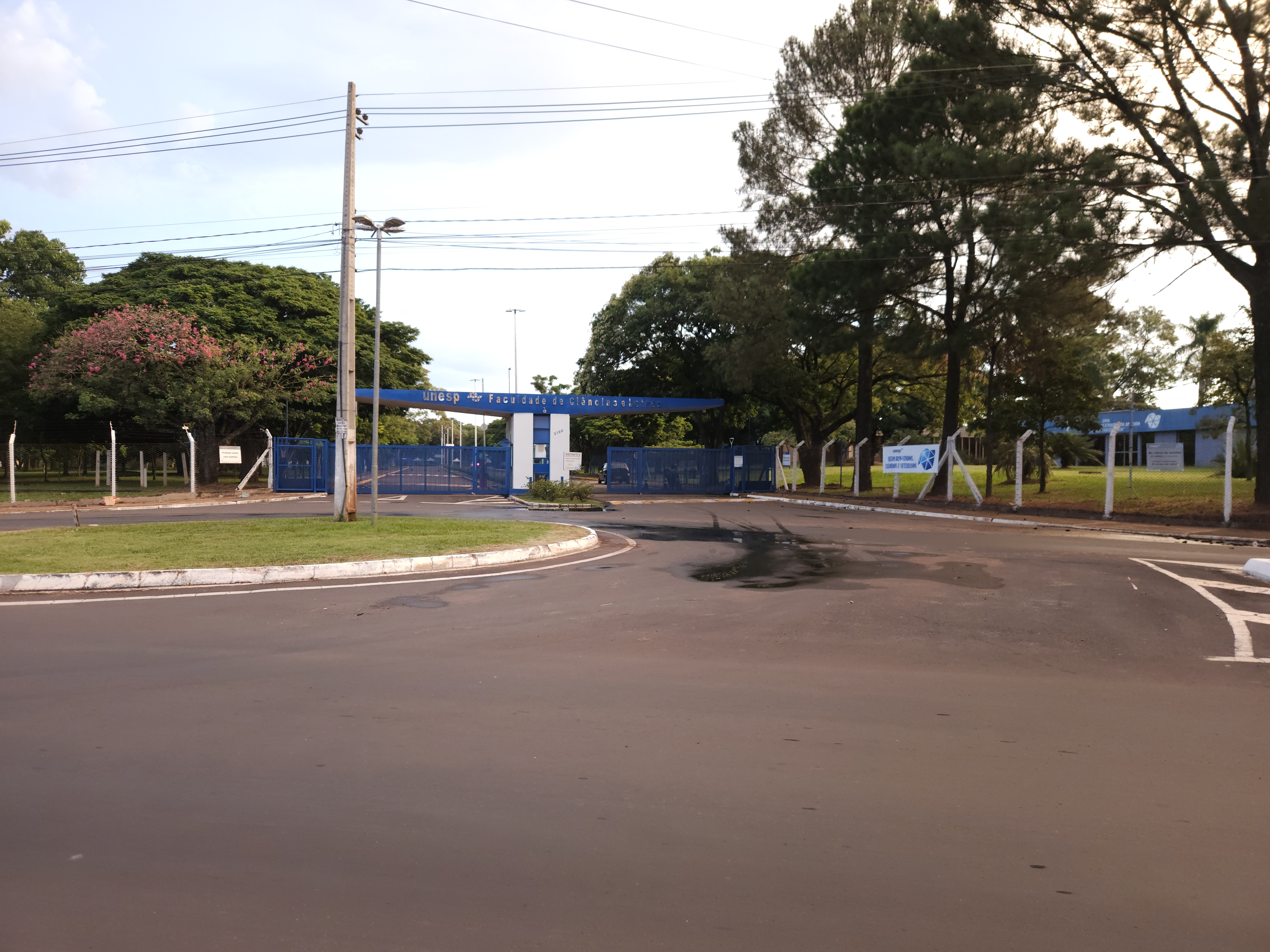
Fachada da Faculdade de Ciências e Letras de Assis - FCLAs em 2025

O município é considerado um importante centro educacional e tecnológico. Nos anos 50 foi criada a Faculdade de Filosofia, Ciências e Letras de Assis (FAFIA) na condição de Instituto Isolado de Ensino Superior. A FAFIA foi a primeira instituição de ensino estatal superior de todo o Oeste Paulista já que a mais próxima, naquele tempo, era a Faculdade de Filosofia de Londrina. Seu modelo, indiretamente inspirou as demais faculdades que seriam criadas posteriormente em um raio de 100 km de Assis. 
A Faculdade de Filosofia de Assis, entretanto, é apontada em diversas literaturas como uma faculdade de inspiração no modelo clássico da USP, com uma Faculdade de Filosofia para ser usada futuramente como núcleo de uma universidade e produção acadêmica voltada para pesquisas de alto nível, já o corpo docente do curso de Letras foi um dos mais expressivos de seu tempo.
Nessa época a cidade teve sua onda de modernidade e vislumbrava um futuro através da educação. Outras tentativas de criação, da Faculdade de Agronomia, Faculdade de Ciências Econômicas e Faculdade de Odontologia e Farmácia fracassaram, nas palavras de José Santilli Sobrinho devido "a falta de tempo". 
Em um vídeo em seu site e em uma entrevista para o programa Jogo Aberto com Vera Piovezan em 2003, Santilli diz que se tais instalações tivessem ocorrido, era provável que os Institutos Isolados tivessem sido transformados na hipotética Universidade Estadual de Assis.
Após a FAFIA, demorariam mais de 50 anos para ser instalada uma nova instituição estatais de ensino superior, com a chegada da Faculdade de Tecnologia de Assis.
Nos anos 70, criada com vínculo ao Pontifício Instituto das Missões Exteriores a Escola de Educação Física de Assis, a atual Faculdade de Educação Física do IEDA, desde janeiro de 2014 a instituição pertence à UNIESP.
No final dos anos 80 é instalado o Instituto Municipal de Ensino Superior de Assis (IMESA), mantido pela Fundação Educacional do Município de Assis a FEMA como parte do sistema estatal municipal de ensino ministrando cursos superiores, naquele tempo com Matemática e Tecnologia em Processamento de Dados, tornando-se referência regional em educação superior.
Além das faculdades e universidades referidas, a cidade de Assis possui um polo de Pós Graduação da USP - ESALQ, recebe o curso de Pedagogia pela parceria da Unesp/Univesp e foi anunciado recentemente a parceria entre a Prefeitura Muncipal e o CEETEPS para a implantação de uma unidade da Fatec na cidade, após a perda da Classe Descentralizada da Fatec Ourinhos nos anos 2000.
No dia 17 de Março de 2014, foi anunciada a instalação da Faculdade de Tecnologia de Assis, publicada no Diário Oficial, com previsão de início das atividades no 2º semestre de 2014 com o curso de Tecnologia em Gestão Comercial. A Fatec foi instalada inicialmente dentro da Etec Pedro D'Arcádia Neto e posteriormente mudou-se para o campos da Unesp Assis em 2018. 
O município conta com uma unidade de pesquisa científica agrícola da Agência Paulista de Tecnologia dos Agronegócios - a APTA Regional de Assis.

### Segurança Pública e Criminalidade
| Roubos/Furtos por 100 mil habitantes | Roubos/Furtos por 100 mil habitantes | Roubos/Furtos por 100 mil habitantes |
| ------------------------------------ | ------------------------------------ | ------------------------------------ |
| Ano                                  | Roubo                                | Furto                                |
| 1999                                 | 287,89                               | 2.789,11                             |
| 2000                                 | 288,41                               | 2.376,22                             |
| 2001                                 | 216,96                               | 2.829,52                             |
| 2002                                 | 191,33                               | 2.591,92                             |
| 2003                                 | 197,40                               | 2.328,62                             |
| 2004                                 | 205,62                               | 2.192,23                             |
| 2005                                 | 208,84                               | 3.019,49                             |
| 2006                                 | 178,76                               | 2.129,76                             |
| 2007                                 | 182,34                               | 1.252,62                             |
| 2008                                 | 215,10                               | 1.336,63                             |
| 2009                                 | 310,93                               | 1.520,68                             |
| 2010                                 | 245,07                               | 1.561,93                             |
| 2011                                 | 250,69                               | 1.450,90                             |
| 2012                                 | 261,42                               | 1.340,29                             |
| 2013                                 | 276,10                               | 1.280,59                             |

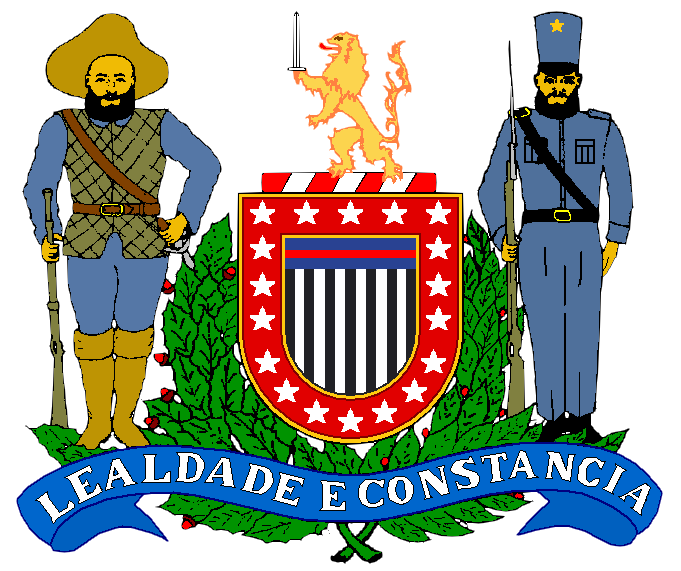
Brasão da PMSP.

Como na maioria dos municípios médios e grandes brasileiros, a criminalidade ainda é um problema em Assis. Apesar de a taxa de homicídios ter abaixados nos últimos anos, os roubos se mantiveram estáveis e ainda é o principal problema de criminalidade na cidade. Em 2008, a taxa de homicídios no município foi de 14 para cada 100 mil habitantes, ficando na 97ª posição a nível estadual e no 1293° lugar a nível nacional. Em 2013, foi de 8,24 assassinatos para cada 100 mil habitantes.
O índice de suicídios naquele ano para cada 100 mil habitantes também foi de 6,8, sendo o 66ª a nível estadual e o 735° a nível nacional. Já em relação à taxa de óbitos por acidentes de transito, o índice foi de 28 para cada 100 mil habitantes, ficando na 63ª posição a nível estadual e no 563° lugar a nível nacional.
É sede do 32º Batalhão de Polícia Militar do Interior (32º BPM/I), criado pelo decreto estadual 24.572, de 27 de dezembro de 1985 e atua em 13 municípios da região (Assis, Paraguaçu Paulista, Cândido Mota, Palmital, Tarumã, Maracaí, Cruzália, Lutécia, Pedrinhas Paulista, Florínea, Ibirarema, Platina e Campos Novos).
Está instalado um Conselhos Comunitários de Segurança (CONSEG) em Assis pertencente a região do Deinter 4.

### Saneamento e energia

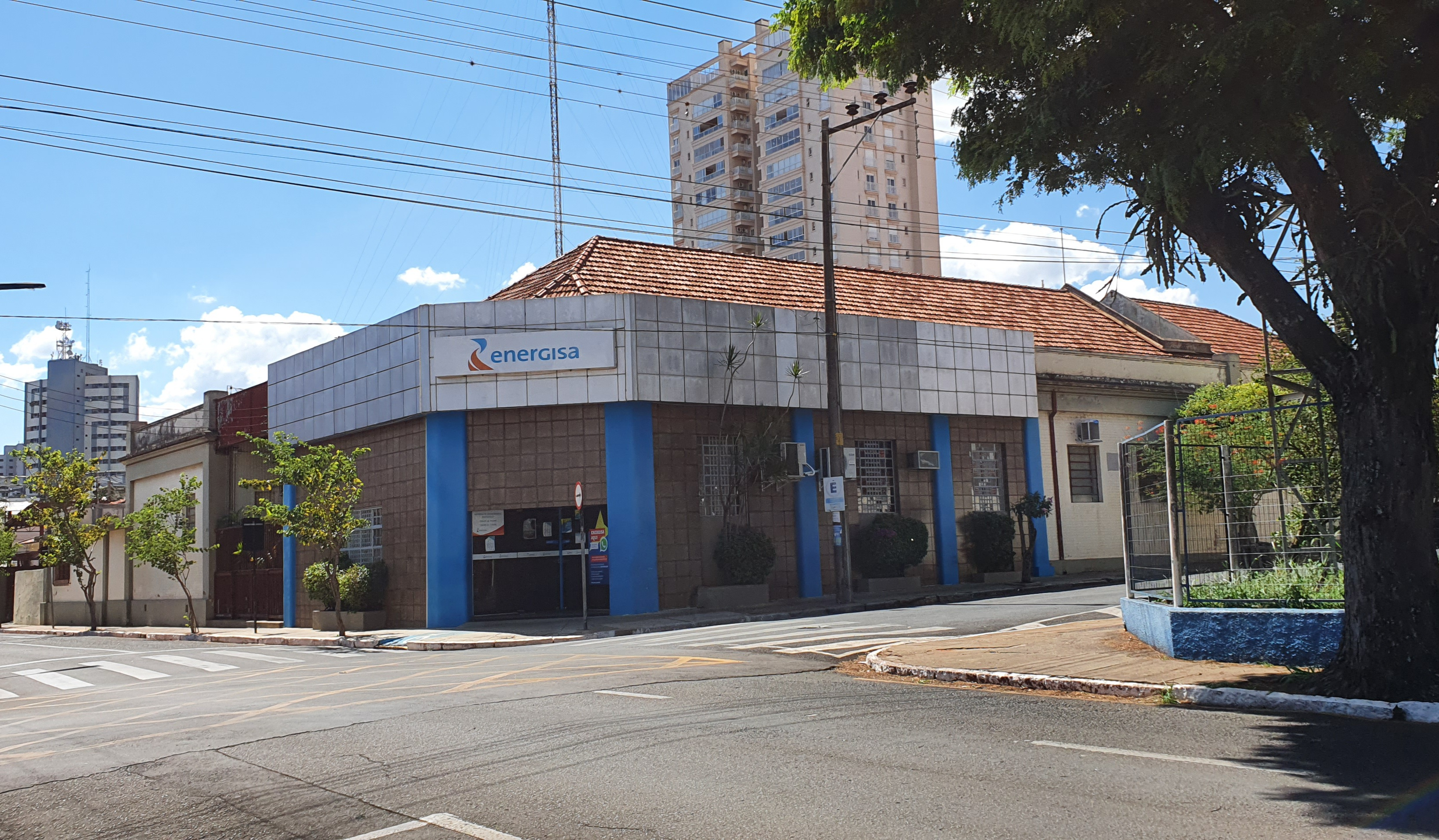
Atendimento da Energisa em Assis

O serviço de abastecimento de água de toda o município, em caráter de monopólio, é feito pela SABESP. Já o abastecimento de energia elétrica, também feito em sistema de monopólio, é feito pela Energisa, após a compra da Empresa de Eletricidade Vale Paranapanema (VALE), que atende ainda a alguns municípios do Vale Paranapanema.
Segundo dados da SEADE de 2010, o nível de atendimento para abastecimento de era de 99,16% da população; o de coleta de lixo era de 99,85% e o de esgoto de 98,5%.

### Saúde
A cidade conta com vários hospitais, clínicas e laboratórios em vários pontos da cidade, sua infraestrutura atende a toda a região, principalmente através do CIVAP Saúde atendendo todo o Vale do Paranapanema.
Segundo dados de 2010 do IBGE, a mortalidade infântil (até um ano) é na casa de 11.75 por mil nascimentos, o IDH-M no aspecto longevidade é de 0.805.

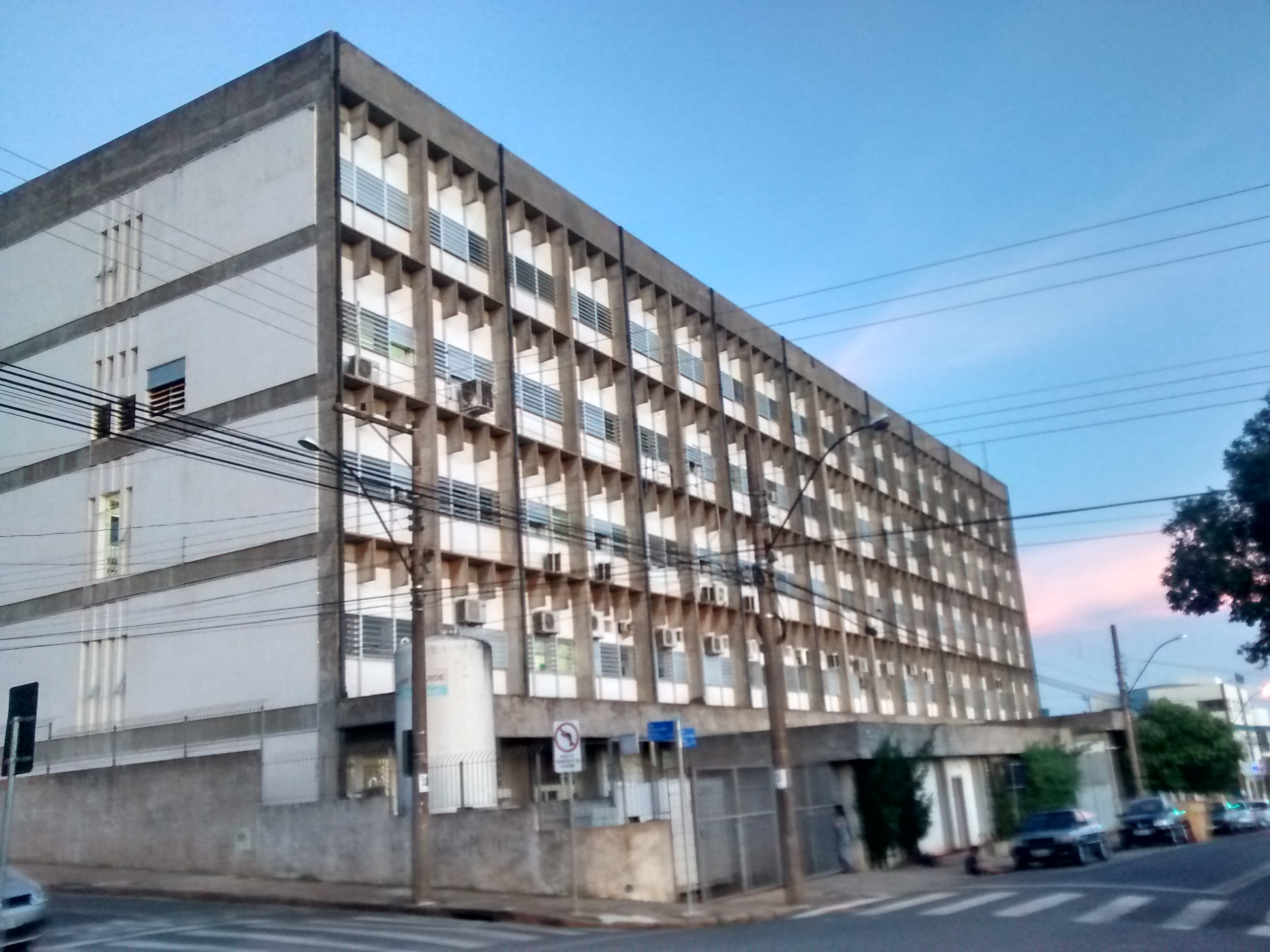
Hospital Regional de Assis - HRA

O município conta com dois hospitais estaduais: Hospital Regional de Assis e o Ambulatório Médio de Especialidades (AME), além disso possui uma Unidade Pronto Atendimento (UPA) no Jardim Aeroporto (Zona Leste) e uma no Maria Isabel (Zona Oeste) sendo ambos gerenciados pela Fundação Educacional do Município de Assis em conjunto com a prefeitura municipal, sendo que a FEMA, também é responsável pela gestão das chamadas Policlínicas Bonfim, Vitória, Jardim Paraná, Maria Isabel, Vila Operária, Prudenciana e COHAB IV, as unidades básica de saúde (UBS) Bonfim, Fiuza, Jardim Paraná, Maria Isabel, Ribeiro e Vila Operária e as unidades de Estratégia da Saúde da Família (ESF) da Bela Vista, Jardim III América, Jardim Eldorado, Colinas, Parque Universitário, Vila Cláudia, Vila Progresso, Prudenciana, Glória I, Cohab IV, Vitória, Rural e Santa Clara, além destes possui um Centro de Especialidades com consultas especializadas em: Dermatologia, Oftalmologia, Hematologia, Otorrinolaringologia, Urologia, Neurologia, Ortopedia, Pneumologia, Cardiologia, Angiologia/Cirurgia Vascular, Gastroenterologia, Proctologia, Endocrinologia e Nutrição, um Centro de Especialidades Odontológicas, um Serviço de Atendimento Domiciliar, dois Centros de Atenção Psicossocial, uma GIPA (Grupo Integrado de Prevenção e Atenção a DST e HIV), 4 unidades dispensadoras de medicamentos (Central, Sudoeste, Noroeste e de medicamentos especiais) e um Polo Academia de Saúde, um Centro de Convivência do Idoso (CCI) e um Centro Dia do Idoso (CDI), um Núcleo de Assistência Referenciado (NAR). um Serviço de Atendimento Médico de Urgência (SAMU) e uma Unidade de Assistência de Alta Complexidade em Oncologia.
Além destes hospitais estatais, há também diversos hospitais privados como o Hospital Maternidade de Assis (HMA), Santa Casa de Assis, Hospital dos Olhos Oeste Paulista (HOOP), o Instiuto Médico Médico-Hospitalar de Assis (IAM) entre outras clinicas e laboratórios dos mais diversos tipos e segmentos.

### Transportes

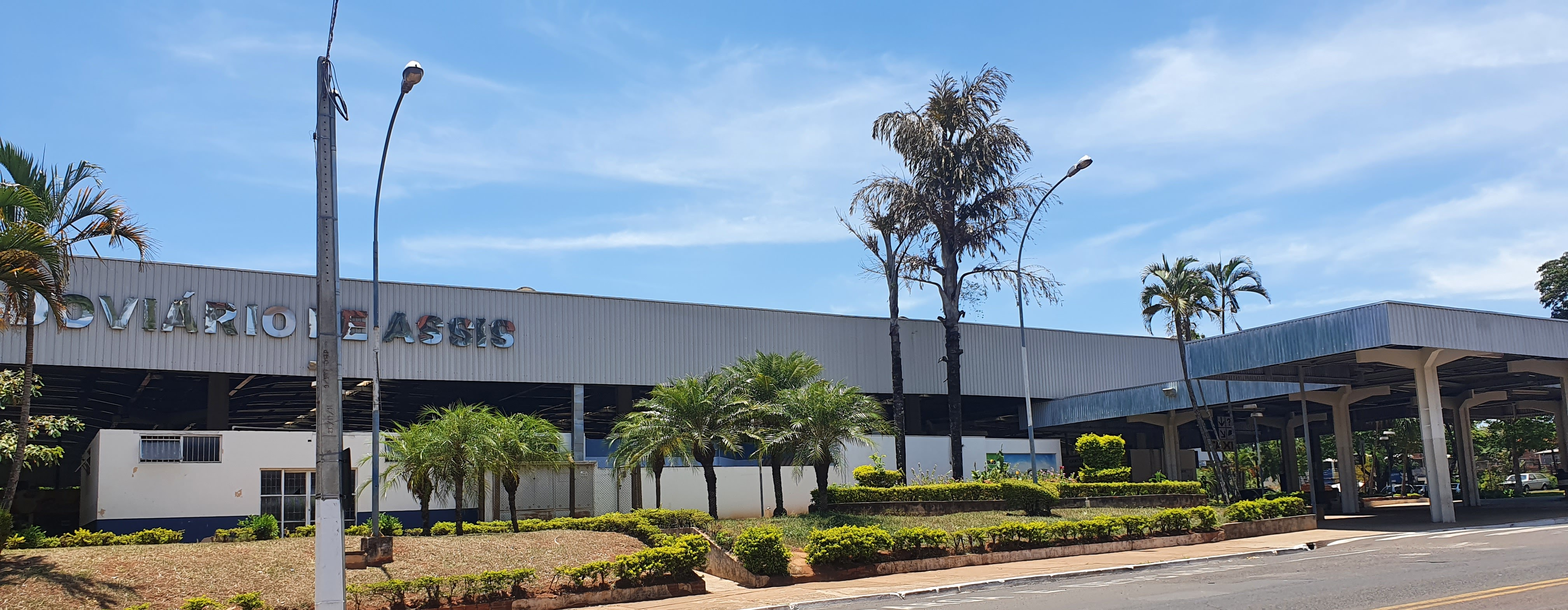
Terminal Rodoviário de Assis

Assis possui uma mescla de serviços estatais, concedidos e privados de transportes. O transporte urbano é provido atualmente pela Prefeitura de Assis, tendo sido muncipalizado em 2018 após diversas tentativas de empresas após a Auto Viação Ourinhos Assis (AVOA) ter perdido a concessão de operação e liga diversos pontos do muncípio, fazendo uso do Terminal Rodoviario (Zona Norte) e do Terminal Urbano (Central).
Além disso, também há linhas regulares com amplas opções de horários para as principais municípios da região, para o Norte do Paraná e outras localidades do Brasil sendo que a maioria delas possui apenas um operador, tal qual em muitas municípios brasileiros, transporte urbano e interurbano em Assis é regido em carater de monopólio estatal.
Possui também uma linha férrea que cruza o município de sul a norte passando por diversos bairros operada pela Rumo - contudo, não possui linha regular de passageiros desde 1999, o transporte de cargas foi interrompido em meados dos anos 2010.

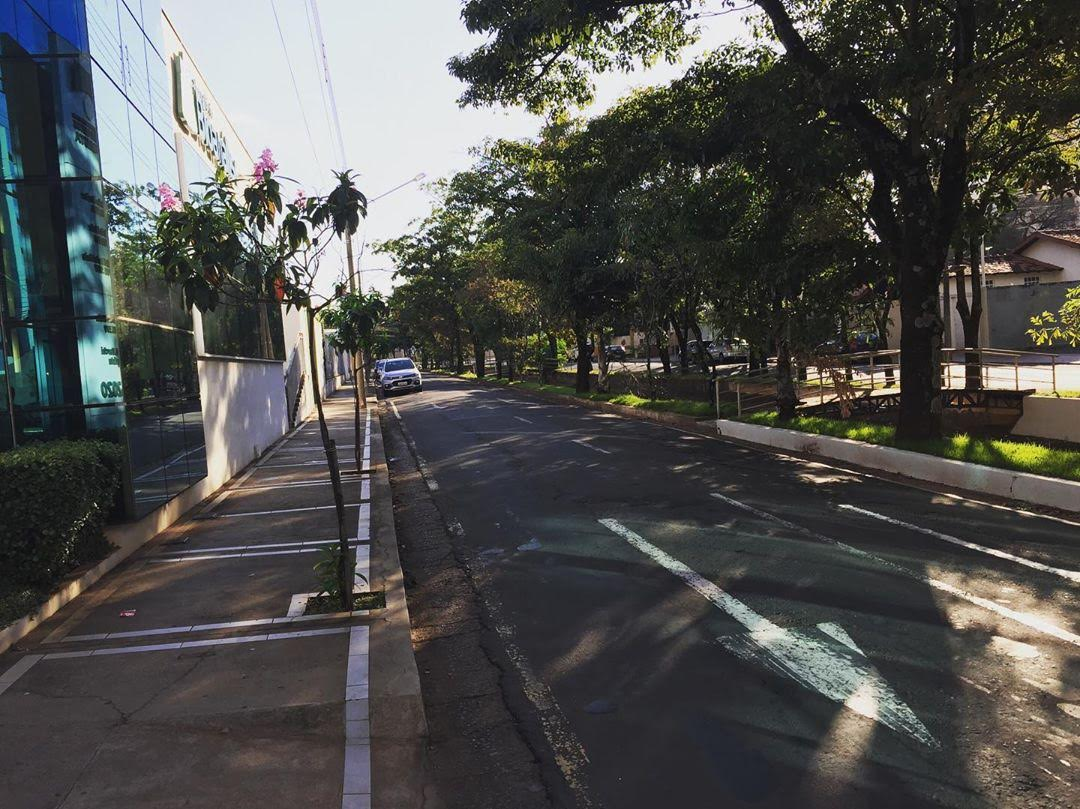
A Otto Ribeiro (imagem) é uma das avenidas que compõem o chamado de "sistema perimetral" de Assis cruzando as zonas norte, oeste e sul da cidade

Em termos urbanisticos, Assis não é planejada embora possua um sistema de avenidas que cortam o município. Algumas vias que fazem ligações norte-sul e leste-oeste são estreitas e assim como boa parte dos municípios médios e grandes brasileiros, possui congestionamentos. Além destas características, a maior parte das vias do município não possuem sistemas de drenagem adequados, fazendo uso de valetas para escoar água de chuvas, o que torna o transito ainda mais problemático, uma vez que se trata de uma frota de mais de 88 mil veículos de acordo com o Denatran com uma população pouco superior aos 100 mil habitantes.
As vias de maior relevância são: a Avenida Rui Barbosa - principal arteria da cidade e avenidas adjacentes no centro. Parte do sistema viario urbano é por meio da chamada Avenida Perimetral, denominada Avenida Otto Ribeiro que interliga a Rua José Vicente Figueiredo (Zona Sul) e se prolonga até o fim da Av Sebastião Mendes de Brito no cruzamento com a Avenida Abílio Duarte de Sousa (Zona Leste). 
Devido a alta concentração comercial no centro, a maior parte dos congestionamentos se concentra na Avenida Rui Barbosa e adjacências. Boa parte do sistema viario de Assis foi planejado entre os anos de 1910 (Avenida Rui Barbosa) e 1980 (Avenida Otto Ribeiro e vias auxiliares), não tendo em vista, portanto o crescimento populacional e de veículos do município.

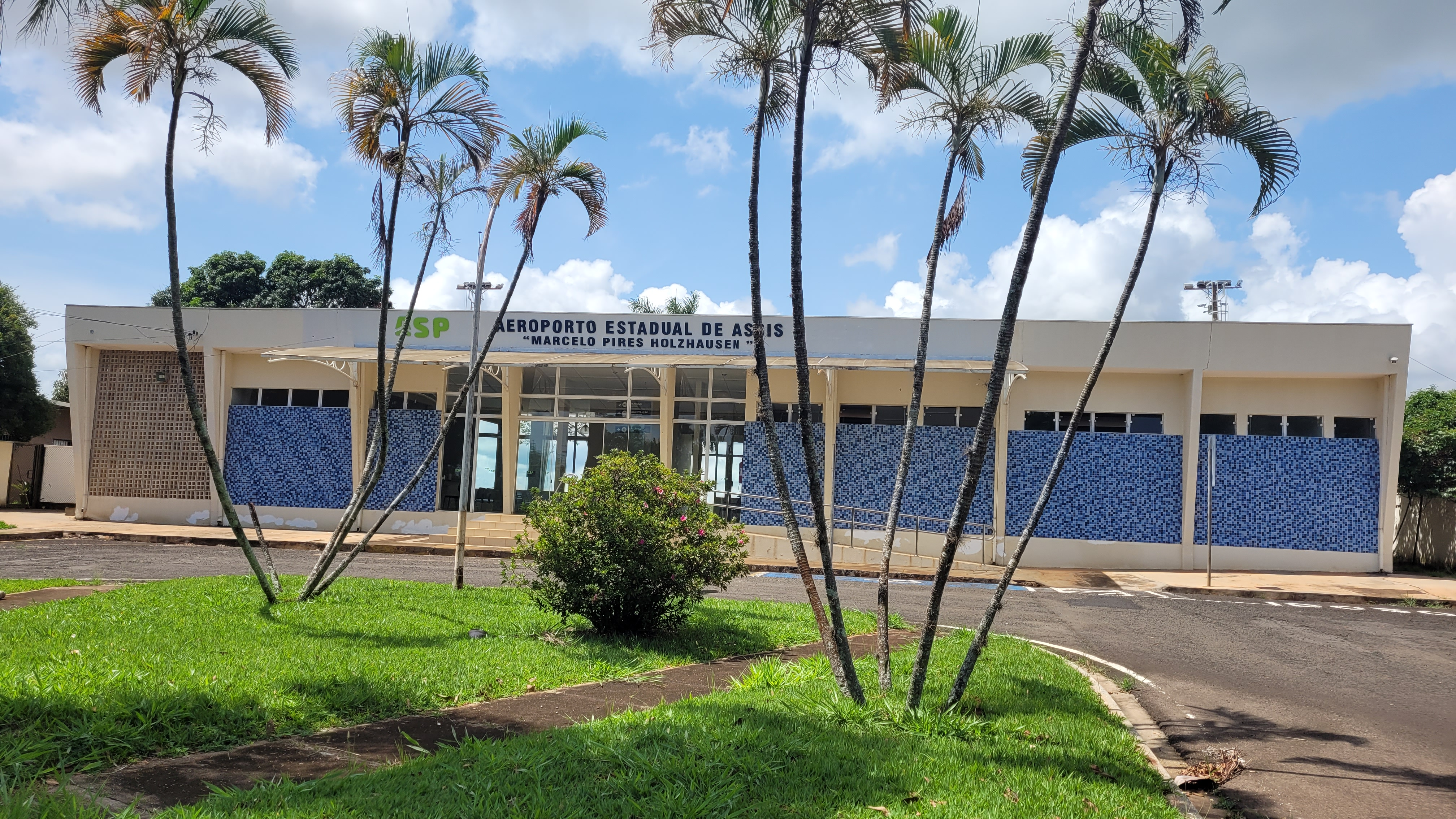
Fachada do Aeroporto de Assis

Assis possui um aeroporto asfaltado e com equipamentos para voo, porém não é usado para fins de embarque e desembarque por companhias aereas apesar disto, conta com diversos aprimoramentos nos anos 2010 pelo governo estadual, porém é usado por companhias privadas locais, principalmente por companhias agrícolas regionais como a Vale Paranapanema e pelo clube de aviação local.
Criado nos Anos 60, sendo o segundo aeroporto do município, o primeiro era dos Anos 40, ainda de terra feito no atual Jardim Aeroporto construído em uma marginal da Rodovia Raposo Tavares. 
Em 10 de outubro de 2019, em matéria publicada pelo AssisCity, o aeroporto foi anunciado no pacote de concessão do Governo do Estado de São Paulo.
Assis também possui serviço de taxi inclusive fazendo uso de aplicativo - o Four Taxis e transportes por aplicativo como Uber, 99 Pop, CarGP e X49. Para transporte de longa distância, além de diversas companhias de ônibus, também possui o serviço Buser com destino a Londrina e São Paulo.
Dados da própria prefeitura de Assis de 2021 constam que antes de 2020, o município possuía em média entre 11-12 mil embarques ao mês, sendo que em 2020, devido a pandemia, os números foram na ordem de apenas 62200 embarques.
Dados de 2018 constam que em Assis, as empresas homologadas para embarque e desembarque no Terminal Rodoviário eram: Transportes Andorinha, Guerino Seicento, Gontijo, Viação Ourinhos Assis (AVOA), Viação Nordeste, Viação Rotas e Princesa do Norte.

#### Frota
O Departamento Nacional de Trânsito, Denatran, divulgou informações que apontam um crescimento da frota de veículos em circulação no município. Em dezembro de 2023 haviam 88.800 veículos emplacados no município naquele período, sendo 43886 carros, 20711 motos, 7283 caminhonetes, 5135 motonetas, 2640 caminhonetas, 2141 caminhões, 609 ciclomotores, 440 ônibus e 210 micro-ônibus.
Em Julho de 2014 era a segunda colocada com o maior número de emplacamentos no Estado de São Paulo, sendo que 40 eram carros usados, 18 novos e próximo de 4 motocicletas por dia.

#### Rodovias

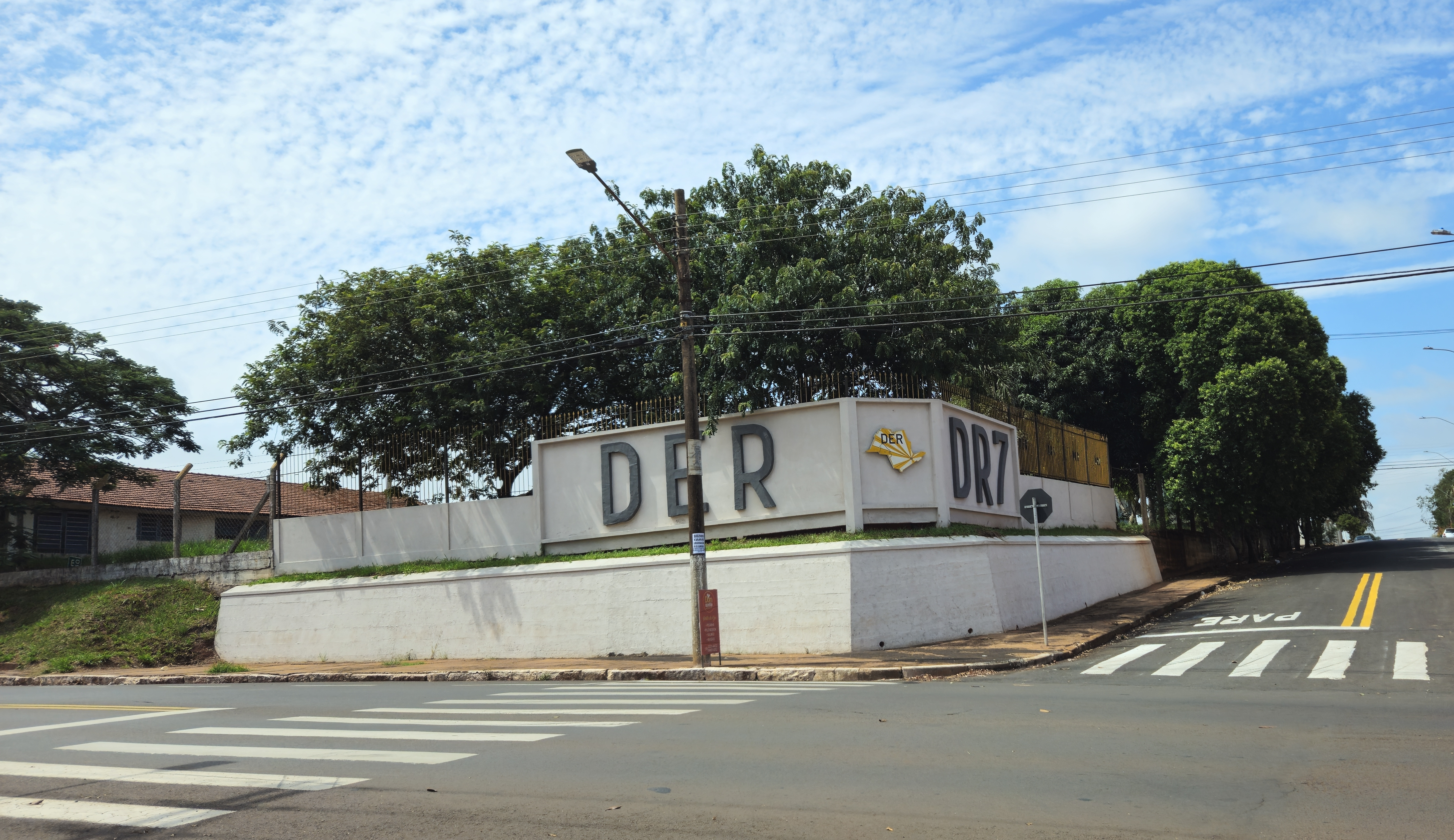
Departamento de Estradas de Rodagem em Assis

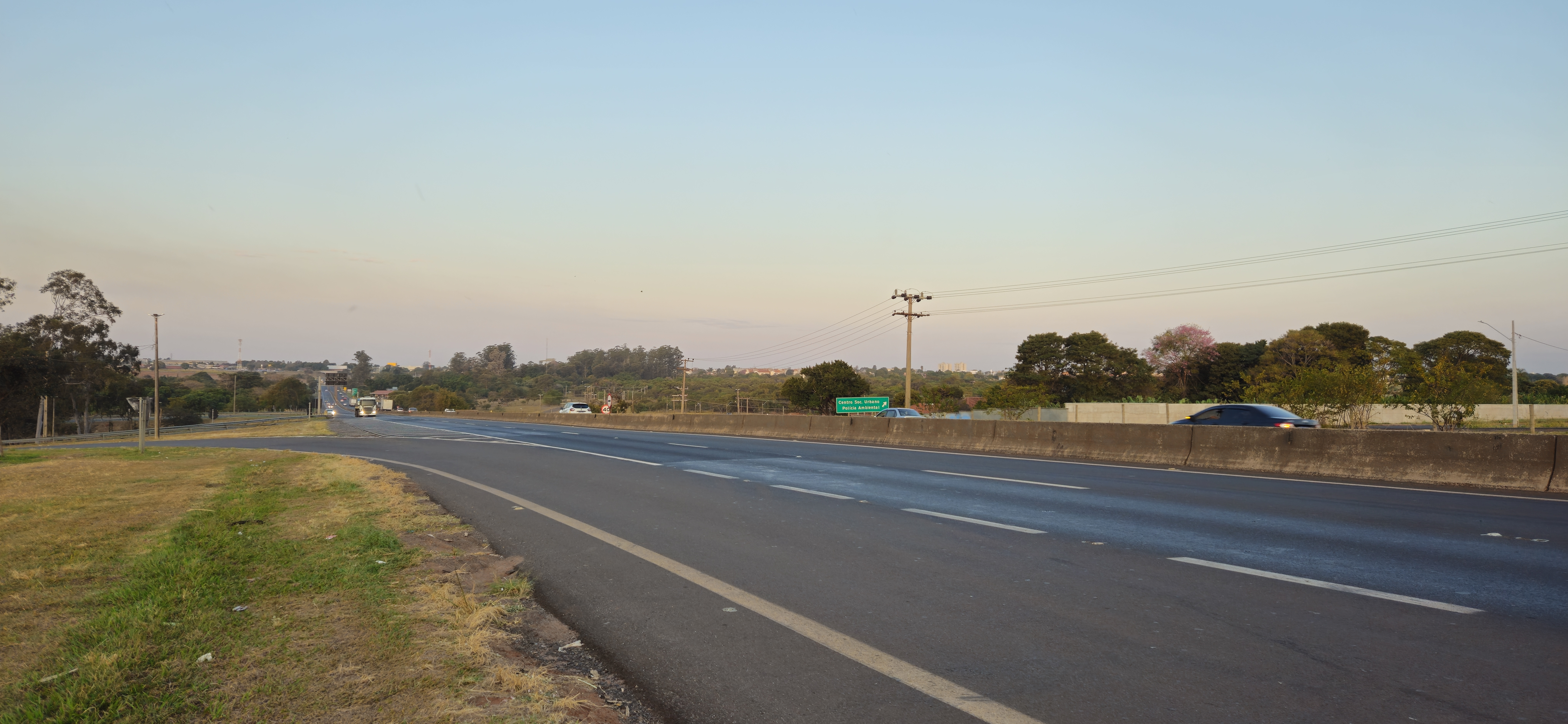
Rodovia Raposo Tavares no trecho urbano em 2024

Assis é sede do Departamento de Estradas e Rodagens, sendo a 7ª Divisão Regional, que é responsável por gerir estradas do Vale Paranapanema e de parte da Região de Marília. Possui divisões chamadas de residências de conservação em Tupã (7.2), Marília (7.3) e Piraju (7.4)
A primeira estrada construída após sua constituição, foi a Rodovia Raposo Tavares, sendo que seu primeiro trecho pavimentado foi o de Piraju até Ourinhos entre 1954 até 1958.
Hoje a maior parte das rodovias principais são concessões para a CART e a Entrevias, além de rodovias geridas pelo município. 
A lista a seguir as rodovias que cortam o município de Assis: 
| Rodovia        | Tipo      | Trecho | Trecho                                 | Nomenclatura             | Concessionária       | Estado    | Tipologia     |
| -------------- | --------- | ------ | -------------------------------------- | ------------------------ | -------------------- | --------- | ------------- |
| ASS-245        | Municipal | Assis  | Platina                                | Rodovia Assis/Platina    | Prefeitura Municipal | Asfaltada | Pista simples |
| ASS-010        | Municipal | Assis  | Lutécia                                | Rodovia Manoel Fernandes | Prefeitura Municipal | Asfaltada | Pista simples |
| SP-270         | Estadual  | Assis  | São Paulo Ourinhos Presidente Prudente | Rodovia Raposo Tavares   | CART                 | Asfaltada | Duplicada     |
| SP-333         | Estadual  | Assis  | Tarumã Florínea Sertaneja              | Rodovia Miguel Jubran    | Entrevias            | Asfaltada | Em duplicação |
| SP-333         | Estadual  | Assis  | Echaporã Marília                       | Rodovia Rachid Rayes     | Entrevias            | Asfaltada | Duplicada     |
| SP-284         | Estadual  | Assis  | Paraguaçu Paulista                     | Rodovia Manilo Gobbi     | Entrevias            | Asfaltada | Em duplicação |
| SPA-442 SP-266 | Estadual  | Assis  | Cândido Mota                           | Rodovia Benedito Pires   | DER-07               | Asfaltada | Duplicada     |

### Comunicações

#### Telefonia Fixa

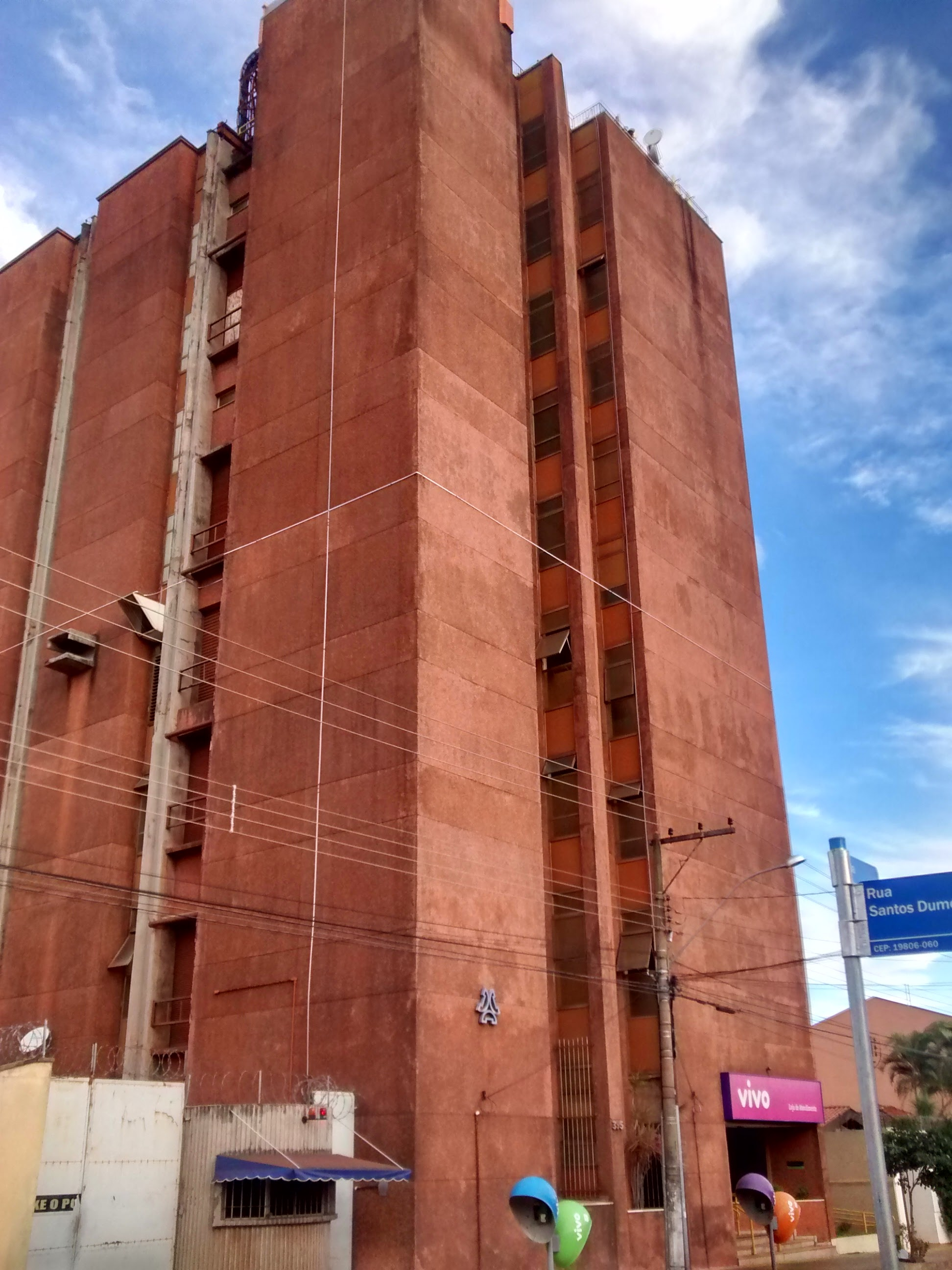
Edifício TELESP em Assis

O sistema de telefones automáticos foi inaugurado na cidade em 1954 pela Empresa Telefônica Paulista (ETP). Já o sistema de discagem direta à distância (DDD) foi implantado em 1978 pela Telecomunicações de São Paulo (TELESP) com o código de área (0183).
Na década de 90 o código DDD da cidade foi alterado para (018), para padronização do sistema telefônico com a telefonia celular que estava sendo implantada em todo o estado.

#### Telefonia celular e internet
O serviço telefônico móvel, por telefone celular, é oferecido por diversas operadoras com a maioria tendo sinal estável de 4G pelo município, sendo a cobertura da Vivo a maior de todas - a única com cobertura parcial em 5G e a da Oi a única ainda em 3G. O código de área (DDD) de Assis é 018.
Ainda há serviços de internet discada, banda larga (ADSL) e fiber-to-the-home por diversas operadoras locais e nacionais. No dia 8 de janeiro de 2009 o município passou a ser servido pela portabilidade, juntamente com outras cidades de DDDs 018 e estados do Rio Grande do Sul (DDDs 51 e 55), Tocantins (63), Mato Grosso (65) e Amazonas (92 e 97).
Na comunicação celular, em 2024, a Vivo liderava com 84.87% dos acessos, seguido da Claro com 9.06% e da TIM com 5.87%. Na TV por assinatura, a liderança é da SKY com 48.83% e a Vivo com 19.70%. Já na internet fixa, a liderança é da Vivo com 37.03%, seguido da Cabonnet com 31.14% e a Alares com 25.24%.

#### Jornais
- Voz da Terra
- Jornal de Assis
- Jornal da Segunda
- Diário de Assis
- AssisNews - online
- AssisCity - online
- Assis Notícias - online

#### Rádios
- Rádio Interativa - FM - 100,1 MHz
- Rádio Antena Jovem - FM - 94,9 MHz
- Rádio Cidade - FM - 107,9 MHz
- Rádio Difusora - FM - 102,7 MHz
- Rádio FEMA - FM - 106,9 - MHz
- Rádio Cultura - AM - 1020 kHz
- Rádio Escuta - FM - 92,1 Mhz
- Rádio Matrix FM - Online

#### Canais de TV
Além de repetidoras das tradicionais redes nacionais como Globo, SBT, Band, Rede Vida, Rede Record, Mix TV , TV Canção Nova, TV Câmara e TV ALESP  há as seguintes opções locais:
- TV FEMA/TV Unesp - pela Cabonnet/online
- TV COM - pela Cabonnet/online
- UpTV - pela Cabonnet/online
- TV Viena - pela Cabonnet/online
- TV Câmara Municipal de Assis - pela Cabonnet/ar/online
- TV Mais Assis - pela Cabonnet/online

Desde 29 de Novembro de 2018 o sinal aberto de televisão é feito apenas via TV Digital, tendo sido o sinal analógico desativado desde então.

## Cultura e lazer
Em Assis há diversas opções culturais e de turismo, como os locais a seguir:
- Turismo Rural - Água da Fortuna
- Ecolago Horto Florestal
- Estação Experimental de Assis
- Parque Ecológio João Domingos Coelho - Buracão
- Diocese de Assis
- CINE FEMA - Piracaia
- Assis Plaza Shopping
- Shopping Pertutti
- Teatro Municipal Pe Enzo Ticinelli
- Museu e Arquivo Histórico de Assis (MAHA) Casa de Taipa
- Museu de Arte Primitiva José Nazareno Mimessi (MAPA)
- Paróquia Sagrado Coração de Jesus - Catedral
- Centro Cultural Dona Pimpa
- Ecoparque Centro Social Urbano
- Centro de Documentação e Apoio a Pesquisa
- Biblioteca Comunitária Angelina Iarede
- Biblioteca Municipal Nina Silva
- Estação de Assis
- Concha Acústica - Cornélio Fortuna
- Associação dos Artesões de Assis
- Ponto de Cultura Galpão Cultural
- Parque das Águas
- Parque das Águas - Eldorado/Colinas

### Atividades culturais

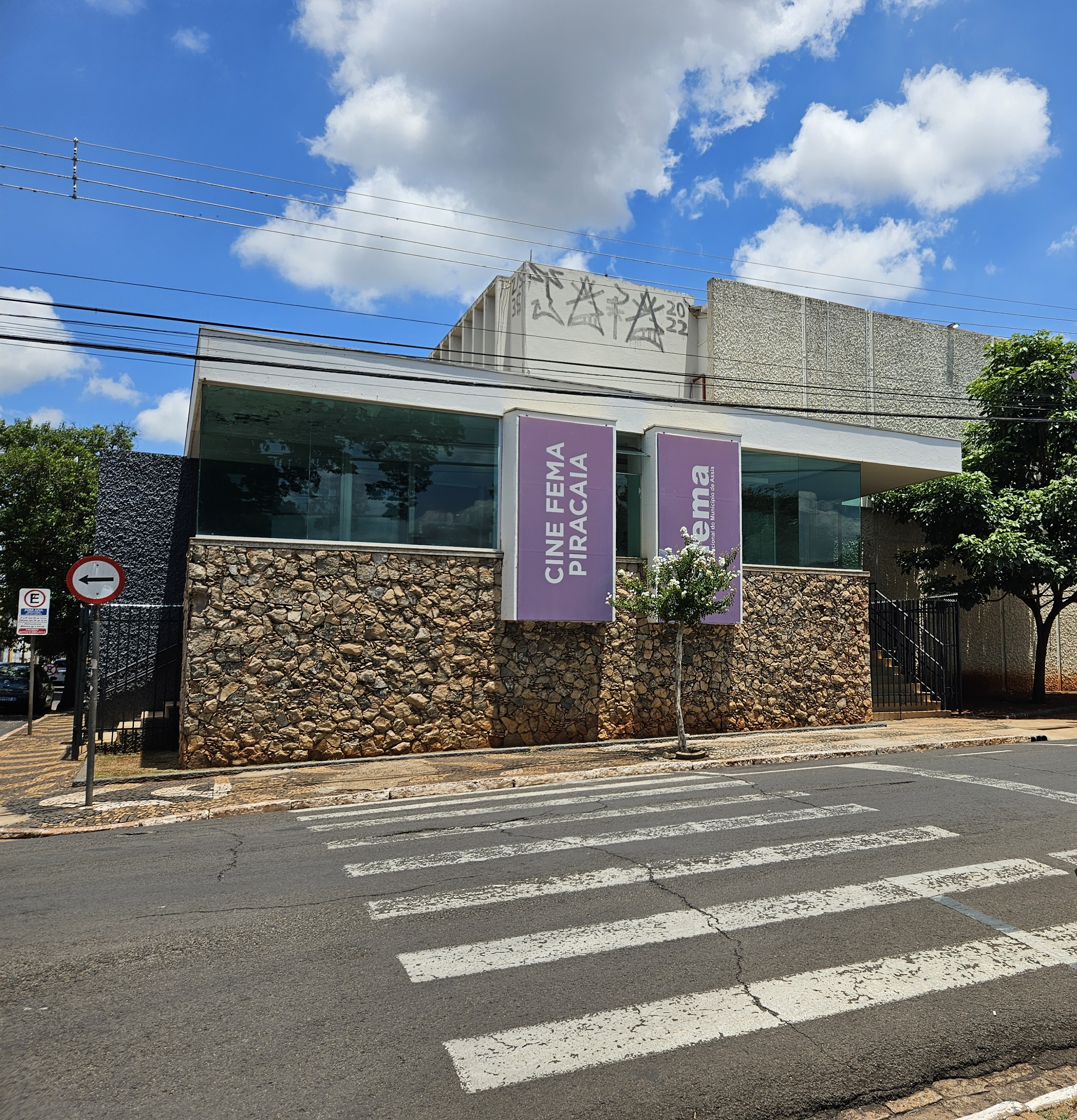
Cine FEMA

O município de Assis possui diversos pontos culturais articulados, em grande parte pela Prefeitura Municipal de Assis através da Secretaria Municipal da Cultura - a SMC, além de iniciativas conjuntas com a FEMA e a UNESP com produções de diversos tipos como: literatura, artes, cinema, teatro e música.
A SMC é a entidade sucessora da Fundação Assisense de Cultura - a FAC, é uma secretaria ligada diretamente a administração do município tendo gerenciamento direto da Biblioteca Municípal que nasceu em 1941, o Museu de Arte Primitiva de Assis - o MAPA, o Museu da Agricultura, a Casa de Taipa que é um patrimônio arquitetônico da região do Vale Paranapanema, o Centro Cultural Dona Pimpa, o Espaço da Memória, o Anfiteatro do Parque Colinas, o Barracão das Artes, o Cine FEMA Piracaia, a Concha Acústica, a Escola de Música, o Teatro Municípal. 
Além disso, iniciativas das duas principais instituições de ensino superior - a FEMA e a UNESP também realizam diversas atividades culturais, sendo que a primeira possui uma estação de rádio universitária - que possui sinal por inúmeros municípios do Vale Paranpanema e no norte do estado do Paraná e também existe a TV FEMA que, compartilhada com a UNESP elabora produções locais.

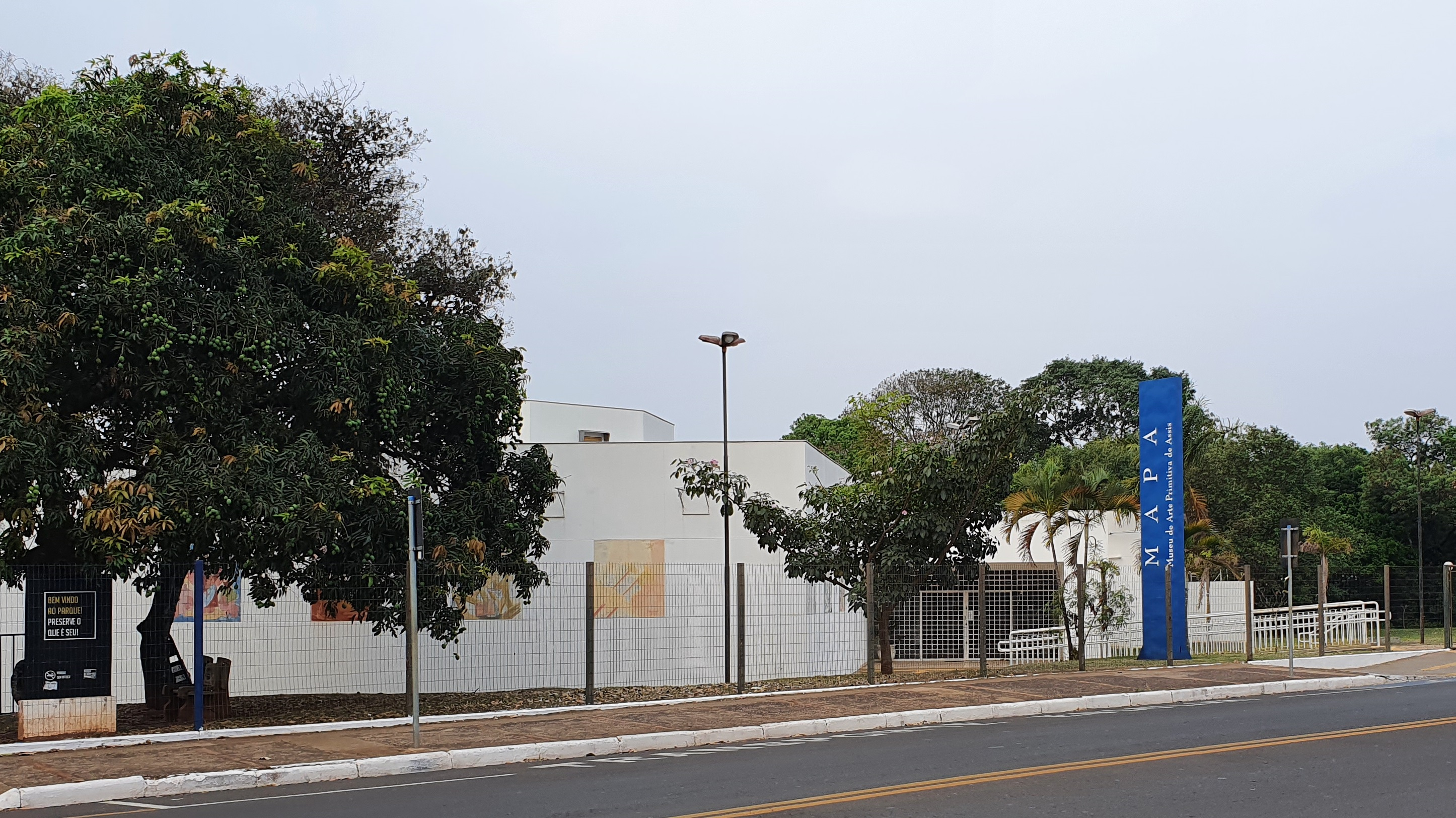
O Museu de Arte Primitiva de Assis é uma das possibilidades culturais do município, com grande acervo do Ranchinho e outras naif-art

Também como marca artística local há produções cinematográficas locais incentivadas pelo POLO Audiovisual do Velho Oeste que movimenta no município um valor superior a 1,3 milhões de reais em produções locais que embora ainda incipiente, possui diversas amostras e workshops no município, tendo interessados de diversas pessoas de inúmeros lugares do Brasil.
O curta-metragem Ainda Restarão Robôs Nas Ruas do Interior Profundo, de 2022, foi gravado na periferia de Assis e foi premiado no Festival Internacional de Curtas de São Paulo na categoria de 10 Filmes Brasileiros Favoritos do Público.
Na música há diversas manifestações e há icones locais de projeção nacional como Mac Rybell, Jacó e Jacozinho e Jet Boys

### Feriados
Em Assis há um feriado municipal, um estadual, oito feriados nacionais e três pontos facultativos. 
O feriado municipal é o Aniversário de Assis, comemorado no dia 1º de julho. 
De acordo com a lei federal nº 9.093 de 12 de setembro de 1995, os municípios podem ter no máximo quatro feriados municipais, já incluída a Sexta-Feira Santa.

### Esportes

#### Futebol

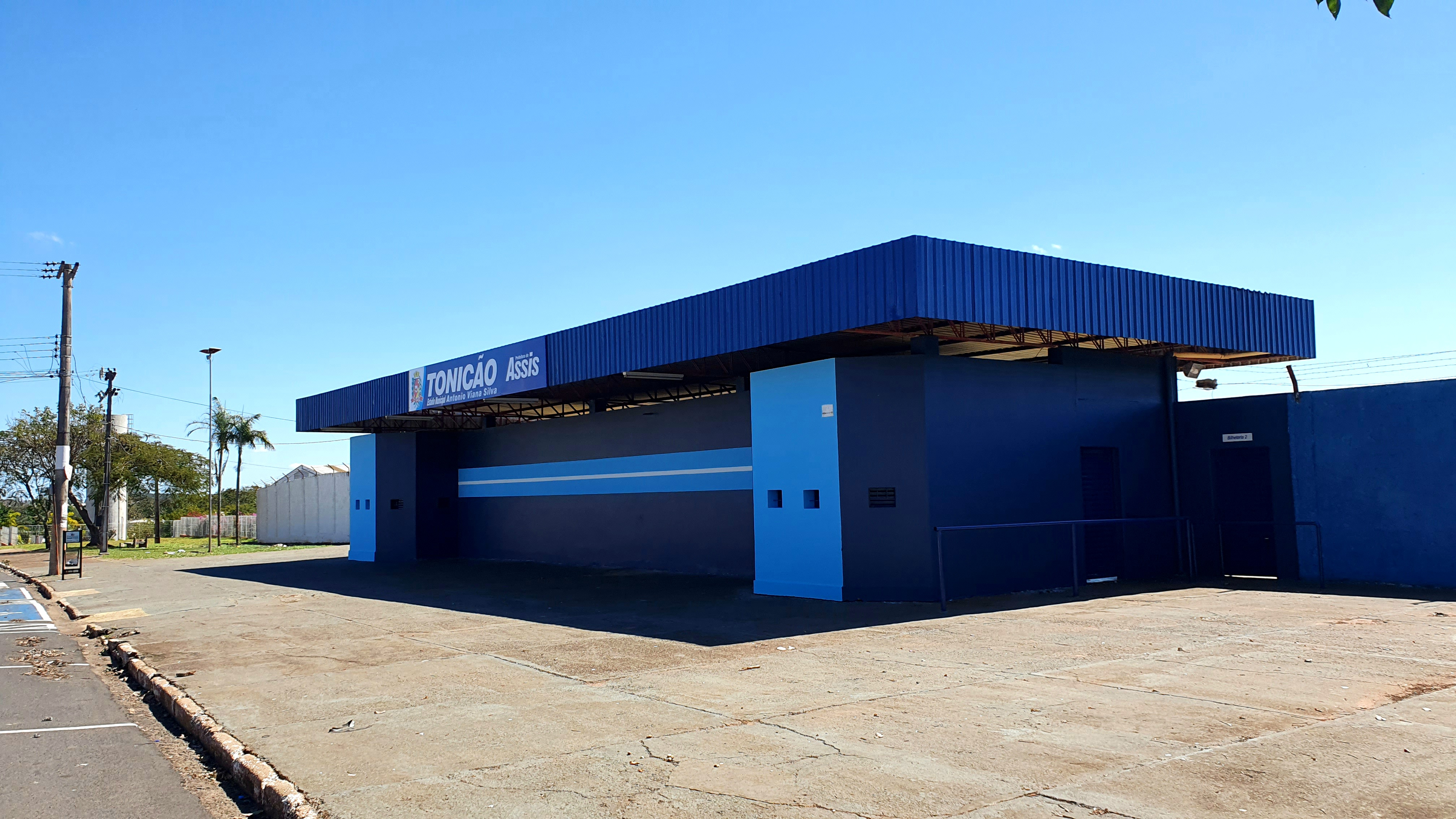
Estádio Tonicão

Assis também se destaca no esporte, tendo início com a chegada dos ferroviários no município, criando o Ferroviária em 1927 sendo mandante no Estádio Dr Adhemar de Barros.[carece de fontes?] Nos anos 1980 o Vila Operária Clube Esporte Mariano (Tonicão) com capacidade para 10 mil pessoas, chegou a disputar o quadrangular final do campeonato paulista A2, além disso, o VOCEM voltou a competir no ano de 2014 após 12 anos fora dos jogos.
Hoje o Clube Atlético Assisense representa o município no campeonato paulista sub-20.

#### Ciclismo
Há alguns anos uma equipe de ciclismo profissional representa o município nas principais competições brasileiras da modalidade como Roberto Barbosa, Oswaldo Silva Muniz e João Fernando de Maio e Diogo Bonini Marques.

#### Basquete

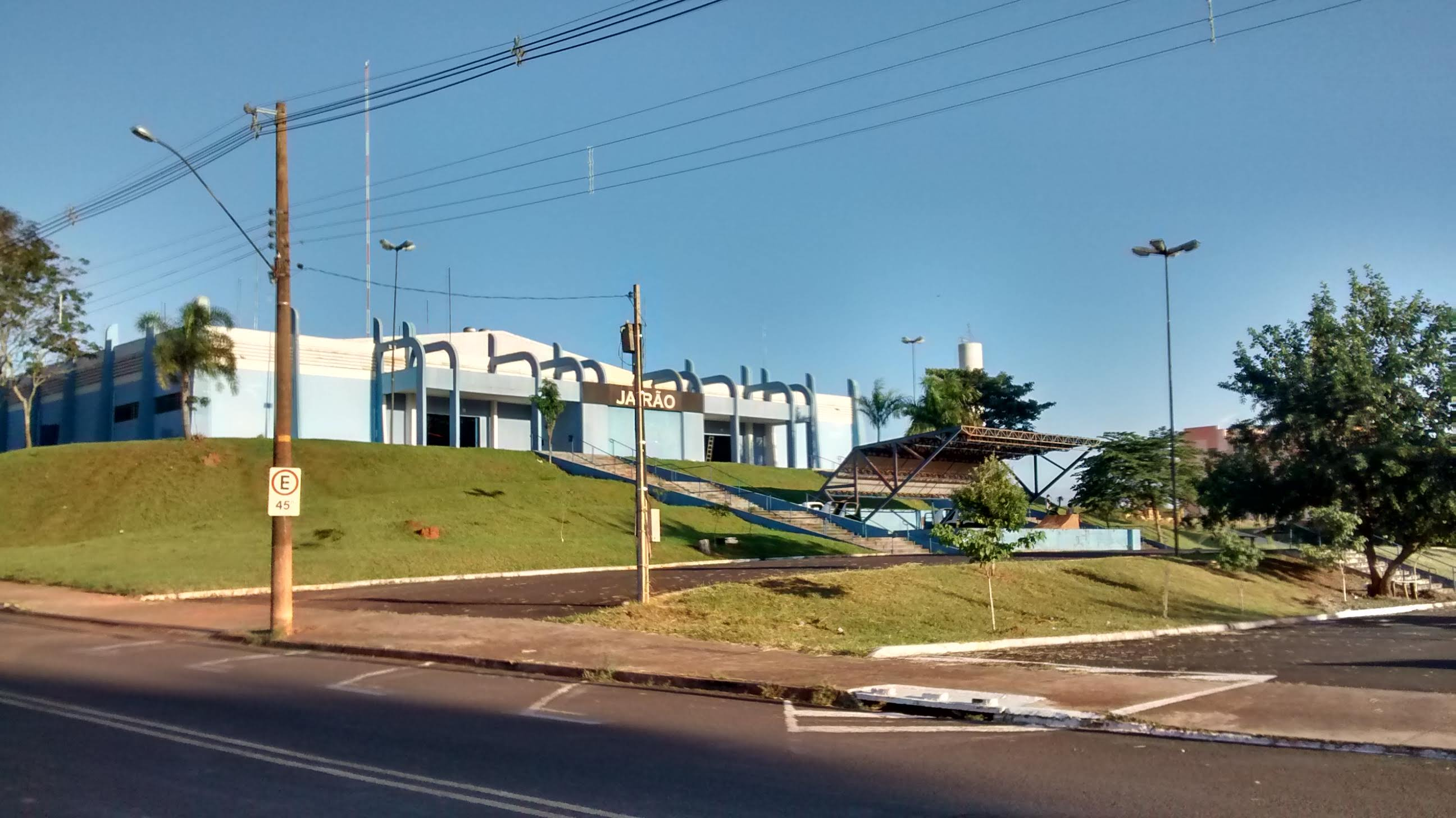
Estádio do Jairão em 2015

O Assis Basket fundado em 2002 conseguiu o acesso a divisão especial do campeonato paulista e ficou com o vice campeonato. Desde 2008, a equipe participava da primeira divisão do NBB; o campeonato brasileiro de basquete, mas em meados de 2011 o clube oficializou suas atividades como suspensas devido à falta de apoio da administração municipal e dos decorrentes problemas financeiros. Havia a previsão de retorno do time em 2020, porém interrompidos pela pandemia de 2020. 
Os jogos locais do Conti Assis são feitos no estádio Ginásio Municipal Jairo Ferreira dos Santos (Jairão), que teve recuperação em seu piso em 2015 assim como o estádio Tonicão que foi recuperado na mesma época. Além do Conti Assis, o basquete feminino também teve destaque em Assis nos anos 1960 e anos 1970 em Jogos Colegiais e Jogos Regionais no estado de São Paulo tendo atletas como Cleonice Maria Alves Gonzáles, que chegou até a Seleção Brasileira de Basquete juntamente com Giselda Durigam. 
Além delas, também é destaque Cleonice de Lurdes Fillipim, Cleide Maria Fillipim, Elianeth Dias Kanthack, Mariza Melo Moraes, Rita Márcia Moraes, Selma Rizzi, Sueli Tronco e Fernanda de Oliveira Bonini.

## Filhos ilustres
- Fauzi Beydoun
- Conrado Caputto
- Antonio Peticov
- Paulo Victor Mileo Vidotti

## Religião

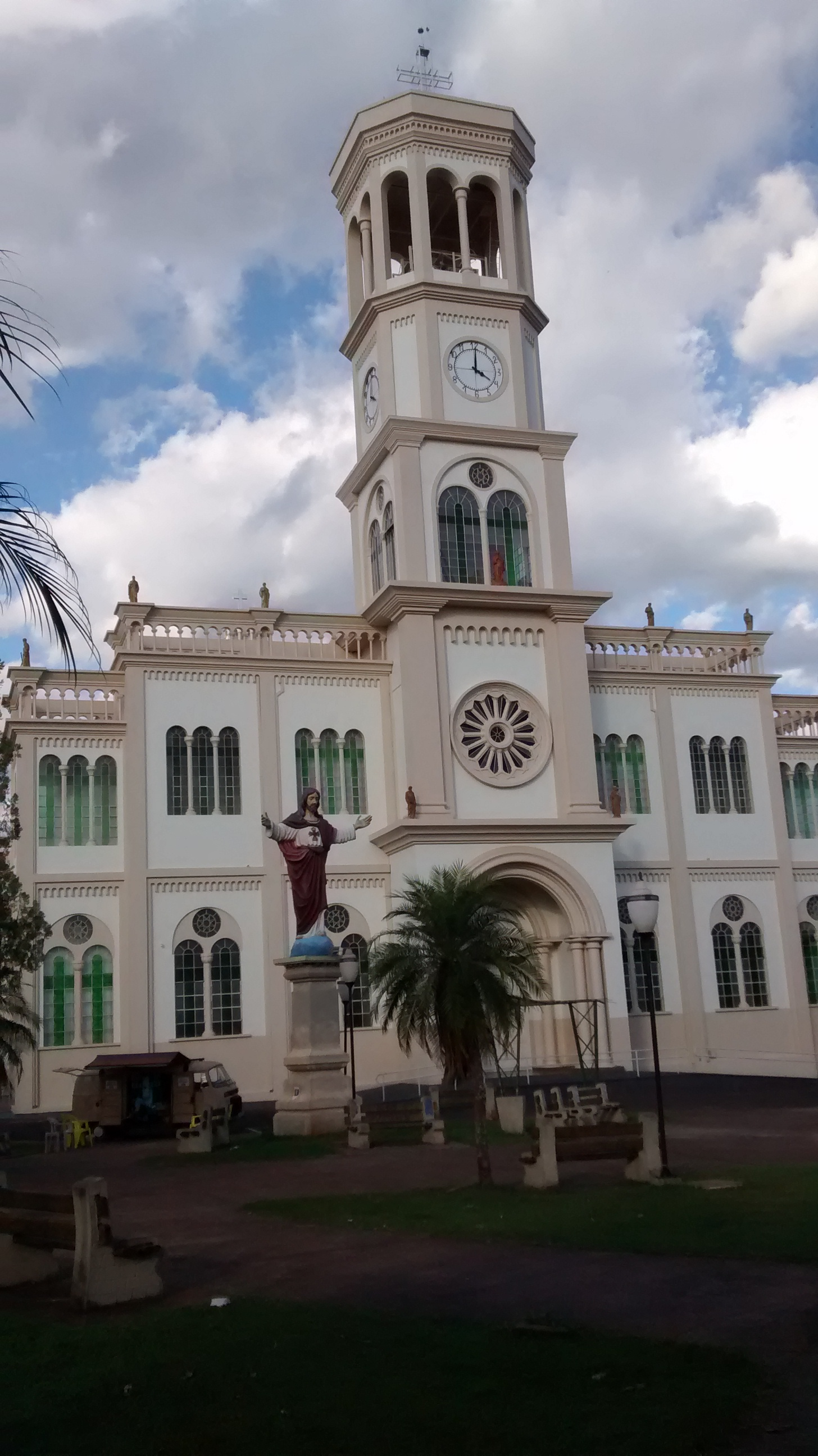
Catedral de Assis.

A maioria da população do município é adepta do catolicismo. Logo em seguida, em número, vêm os evangélicos de diversas orientações. Segue o quadro com as principais denominações religiosas encontradas em Assis, segundo dados do censo 2010 do IBGE:
| Religião     | Porcentagem | Número |
| Católicos    | 65%         | 60.865 |
| Protestantes | 25%         | 18.526 |
| Sem religião | 5%          | 3.943  |
| Espíritas    | 1%          | 867    |

Fonte: IBGE 2010 (dados obtidos por meio de pesquisa de autodeclaração).
O Cristianismo se faz presente na cidade da seguinte forma:

### Igreja Católica
A igreja é sede da Diocese de Assis.

### Igrejas Evangélicas
- Assembleia de Deus Ministério do Belém.[456][457]
- Congregação Cristã no Brasil.[458]
- Igreja Presbiteriana Independente do Brasil.[459]
- Igreja Evangélica de Confissão Luterana no Brasil.[460]